# Одесский трамвай
Оде́сский трамва́й (укр. Одеський трамвай) — система электрического трамвая в Одессе, вторая по величине на Украине после Киевской, один из основных видов общественного транспорта Одессы. Открыта в 1910 году (сама линия), маршрут — в 1912.
Трамвайная сеть проходит по магистральным улицам центра города и предоставляет удобное сообщение с отдалёнными районами города, такими как Молдаванка, Пересыпь, Малый и Средний Фонтан, и окраинами города:
- на юге — Ближние Мельницы, Черёмушки, Большой Фонтан, Таирова, включая загородное с. Бурлачья Балка.
- на западе — Слободка, Хаджибейская дорога и Усатово (существовавшее ранее сообщение с Дальними Мельницами исчезло после закрытия 30-го и сокращения 11-го маршрутов в 2008 году).
- на севере — Лузановка, посёлок Котовского, Кулиндоровский промузел (Центролит).

Сеть одесского трамвая обслуживается двумя эксплуатационными депо (трамвайное депо № 1, Водопроводная ул., 1 и трамвайное депо № 2, 1-й Полевой пер., 1). Кроме того, вблизи конечной станции «Алексеевская площадь», на территории бывшего трамвайного депо № 3, действует комплекс вагоноремонтных мастерских (ВРМ), а также размещается депо службы ремонта путей и сооружений (СРПиС) и музей.
Разрешённая скорость движения трамваев в городе в основном не превышает 20 км/ч, но на отдельных участках имеются знаки, разрешающие скорость 25 и 30 км/ч.
В городе действуют 14 постоянных, 0 летних и 0 дополнительных маршрутов. В 2019 году трамвай перевёз 177 миллионов 523 тысячи 700 пассажиров.

## Маршрутная сеть по состоянию на январь 2025 г. с примечаниями

Схема трамвайных маршрутов города Одессы

### Основные, дополнительные, летние, недействующие.
| №  | Депо, обслуживающее маршрут | Конечные станции | Примечание |
| -- | --------------------------- | --- | --- |
| 1  | № 2                         | Пересыпский мост — Завод «Центролит» по ул. Черноморского Казачества, ул. Николаевская дорога, пр. Князя Владимира Великого | Раньше ходил до Лузановки, в 2018 был продлён до ул. Черноморского Казачества (Пересыпского моста). |
| 3  | № 1                         | Люстдорф — ул. Пастера | Был закрыт в связи с ремонтом улицы Преображенской. После ремонта поглощён маршрутом №7. В сентябре 2024 года был возобновлён, по причине ремонта спуска Виталия Блажка (Маринеско). |
| 4  | № 1                         | Аркадия — Херсонский сквер                                                                                                  | Вводился с мая и на лето 2016 года, но уже с 16 августа был закрыт в связи с ремонтом улицы Преображенской и более не возобновлялся. Часть вагонов с 5 маршрута была перенаправлена по Генуэзской ул., Французскому бульв., Пантелеймоновской ул., Водопроводной ул, Преображенской ул., Софийской ул, Балковской ул. |
| 5  | № 1                         | Автовокзал — Аркадия | По Генуэзкой ул., Французскому бульв., Пантелеймоновской ул, Колонтаевской ул. |
| 6  | № 2                         | Херсонский сквер — Лузановка                                                                                                | Укороченный вариант маршрута № 7. Ночной маршрут. По Балковской ул., ул Черноморского Казачества, ул. Николаевская дорога. Не функционирует по причине ввода коменданского часа с 24 февраля 2022 года. |
| 7  | № 2                         | ул. Паустовского (ул. 28 Бригады) —ул. Черноморского Казачества                                                             | С 13 сентября 2022 трамвай №7 продлён до 11 ст. Люстдорфской дороги по трассировке маршрута №26 и большую часть 3 маршрута. 29 июля 2023 года маршрут продлён до Люстдорфа. Маршрут Север-Юг был самым длинным маршрутом в Украине. По ул. Люстдорфская дорога, Водопроводной ул., Преображенской ул., Софийской ул., Балковской ул., ул. Черноморского Казачества, ул. Николаевская дорога, ул. Владислава Бувалкина. В сентябре 2024 года, по причине ремонта спуска Виталия Блажка (Маринеско), был сокращён до ул. Черноморского Казачества (Пересыпского моста) |
| 8  | № 2                         | ул. Паустовского (ул. 28 Бригады) — Лузановка                                                                               | Маршрут работал только летом. Ранее существовало ответвление по улице Семёна Палия, которое было ликвидировано и маршрут был закрыт. Позже маршрут № 8 возобновлялся во время карантина в 2020 году. Сейчас используется как аварийный/технический маршрут. |
| 10 | № 1                         | Старосенная пл. — ул. И. Рабина                                                                                             | с 1 ноября трамвайный маршрут №10 сокращён до Старосенной площади. Проходит по Старосенной ул., Алексеевской ул. |
| 11 | № 1                         | Старосенная пл. — Алексеевская пл.                                                                                          | Маршрут связывает вокзал и рынок «Привоз» с Молдаванкой по улице Адмирала Лазарева. |
| 12 | № 2                         | Слободской рынок — Херсонский сквер                                                                                         | На время капитальных ремонтов трамвайного полотна на улицах Преображенская, Софиевская и спуск Виталия Блажко временно следовал по маршруту Слободской рынок — Херсонский сквер, либо же отменялся с заменой на маршрут № 22. С 22 августа 2020 восстановлен. С 13 ноября 2020 до 12 апреля 2021 маршрут был временно сокращён до Преображенского парка в связи с ремонтом кольца на Алексеевской площади. С 15 апреля 2021 временно изменена схема движения в связи с ремонтом ул. Преображенской. Он будет следовать от Тираспольской площади по улицам Тираспольской, Старопортофранковской и Мечникова[когда?] . С июня 2022 года маршрут работал по стандартной схеме движения. По Балковской ул, Софиевской ул., Преображенской ул., Алексеевской ул. Сейчас работает, но до Херсонсокого сквера. |
| 13 | № 1                         | Старосенная пл. — ж/м Школьный                                                                                              | Ранее один из основных маршрутов, ныне обслуживается не более, чем 2-3 вагонами |
| 15 | № 2                         | Слободской рынок — Алексеевская площадь                                                                                     | Почти не менялся с момента основания, существует в таком виде с 1928 года. В связи с ремонтом спуска Виталия Блажко перенаправлен до Алексеевской пл. |
| 17 | № 1                         | Куликово поле — 11 ст. Б. Фонтана                                                                                           | Вспомогательный сокращённый вариант маршрута № 18. |
| 18 | № 1                         | Куликово поле — Дача Ковалевского (Мемориал 411-й батареи)                                                                  | Не функционировал 5 лет, 25 декабря 2024 года возобновлён до Дачи Ковалевского, тем самым проезжая разворотное кольцо на 16 ст. Б. Фонтана. |
| 19 | № 1                         | 16 ст. Б. Фонтана — Мемориал 411-й батареи                                                                                  | С 25 декабря 2024 года, оказался полностью покрытым 18 маршрутом. Был закрыт 30 мая 2020 года. После этого не возобновлялся. |
| 20 | № 2                         | Херсонский сквер — Хаджибейский лиман                                                                                       | «Камышовый трамвай» с выпуском 2 вагона. Проезжает частные сектора и промзону, по этой причине пассажиропоток небольшой. |
| 21 | № 1                         | Застава 2 — Тираспольская пл.                                                                                               | Идёт с центра в малонаселённую промзону. Выпуск 1-2 трамвая. |
| 22 | № 2                         | Слободской рынок — Лузановка                                                                                                | Курсировал через ул. Балковскую, Херсонский сквер с интервалом 20—25 мин. |
| 26 | № 1                         | Старосенная пл. — 11 ст. Люстдорфской дороги                                                                                | Полностью покрывался маршрутами № 3, 27. Работал в ранний утренний и поздний вечерний час. С 24 февраля 2022 года не работает. С 13 сентября 2022 года полностью поглощён маршрутом №7 |
| 27 | № 1                         | Люстдорф— Рыбный порт (Бурлачья Балка)                                                                                      | С 29 июля 2023 маршрут сокращён до исторической трасы «Люстдорф—Рыбный порт». Интервал движения составляет 15-16 минут |
| 28 | № 1                         | ЦПКиО им. Шевченко — ул. Пастера                                                                                            | По бульв. Гетьмана Сагайдачного, ул. Леонтовича, Пантелеймоновской ул., Старопортофранковской ул, далее по кольцу: Алексея Маркевича ул, ул. Новосельского. Работает с выпуском 5 трамваев. |
| 31 | № 1                         | Старосенная пл. — Люстдорф                                                                                                  | Ранее имел № 29. В 2002 году восстановлен под № 31. Полностью покрывался маршрутами № 3, 27. Работал как ночной маршрут |

Маршруты № 3, 7, 10, 13, 18, 20, 26, 27 работают также в ночное время выпусками один — два вагона..

### Дополнительные маршруты
№ 3а 2-я ст. Люстдорфской дороги — Тираспольская пл.
№ 3к 2-я ст. Люстдорфской дороги — Старосенная пл.
- Вводятся один раз в год на Проводы.

№ 14 ул. И. Рабина — Старосенная пл.
- Регулярное движение закрыто в 1997 году. Используется для рейсов по указанию диспетчера. Присутствует на официальных схемах.

№ 16 Куликово поле — 6-я ст. Б. Фонтана
- Регулярное движение закрыто в 1997 году. Используется для рейсов по указанию диспетчера. Присутствует на официальных схемах. Использовался на постоянной основе во время капитального ремонта линии на Большой Фонтан в 2009 году. № 19 Куликово поле — Мемориал 411-й батареи
- Вводится неопределённое количество раз на 1 день, чаще всего 2 раза в год по причине праздников и погоды. Также это первый и последний рейсы маршрута № 19.

№ 23 Автовокзал — 6-я ст. Б. Фонтана
- Вводился в особенно «приезжие» дни, то есть когда приезжает много туристов
- Вводился только летом.
- Из-за постоянных преград в виде припаркованных автомобилей на путях между Итальянским бул. и ул. Пантелеймоновской, график движения постоянно срывался, а также отсутствия пассажиропотока маршрут отменили.

## Основные трассы

### В центре
- Софиевская-Преображенская: Ведёт (с севера на юг) от Пересыпской — конечной, к Преображенскому парку, где разветвляется на направления:
  - на Молдаванку / Дальние Мельницы (запад);
  - на Ближние Мельницы, Черёмушки, Таирова/Люстдорф (юг)
- Старопортофранковская — Пантелеймоновская: (с севера на юг) проходит по исторической линии Порто-Франко, то есть по исторической границе Беспошлинной торговли в Одессе
- Тираспольская: от Тираспольской Площади (середина ул. Преображенской) до середины улицы Старопортофранковской.
- 15-й маршрут, в Центре по улицам Нежинской, Всеволода Змиенко, Лютеранскому переулку, далее Молдаванка и Слободка.

### Черноморское побережье
Восточная/юго-восточная окраина города:
- Маршрут 28, от парка Шевченко до Театра музкомедии, где поворачивает на запад в сторону центра на Пантелеймоновскую улицу.
- Продолжают маршрут трамваи № 4 и 5, повернув с Пантелеймоновской направо, на юг по Французскому бульвару, затем по Академической и Генуэзской улицам до конечной остановки в Аркадии.
- Фонтанская трасса, маршруты 17 и 18. Поначалу проходит дальше от моря, чем трасса 5-го маршрута, но параллельно ей, по Канатной улице, проспекту Леси Украинки и Фонтанской дороге. Начиная с 9-й станции Большого Фонтана (Б. Ф.) проходит довольно близко к побережью. Конечная 17-го маршрута находится на 11-й станции Б. Ф., 18-го — на 16-й станции. Что интересно, только на коротком участке от ул. Костанди до поворота на ул. Давида Бурлюка из окна трамвая видно море. Продолжает однопутный 19-й маршрут до мемориала 411-й батареи.

### Молдаванка, Слободка, Дальние Мельницы
На запад и юго-запад от центра:

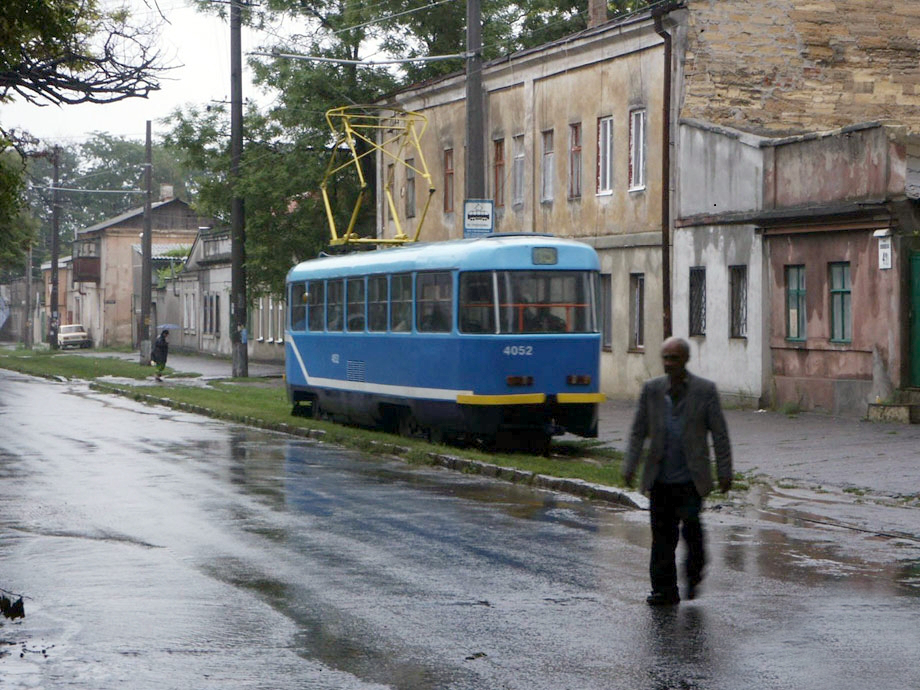
Трамвай на Слободке, на фоне типичной застройки юго-западной окраины Одессы

- Депо «Товарная», маршруты 11,12, июнь 2020 № 15.
- Прохоровская-Дальницкая, маршрут 21
- 15-й маршрут, идёт по ул. Тараса Кузьмина, затем по спуску Олейника до пересечения с Балковской ул., далее совершает «Внутреннее Кольцо» по улицам Слободки.
- Колонтаевская, Косвенная, и кольцо у автовокзала (раннее — у Староконного Рынка), маршрут № 5
- Балковская и Дальние Мельницы, маршрут 30. На Дальних Мельницах «дуэтом» с 11-м, закрыто в апреле 2008 г.

### Черёмушки — Таирова — Черноморка — Рыбный порт

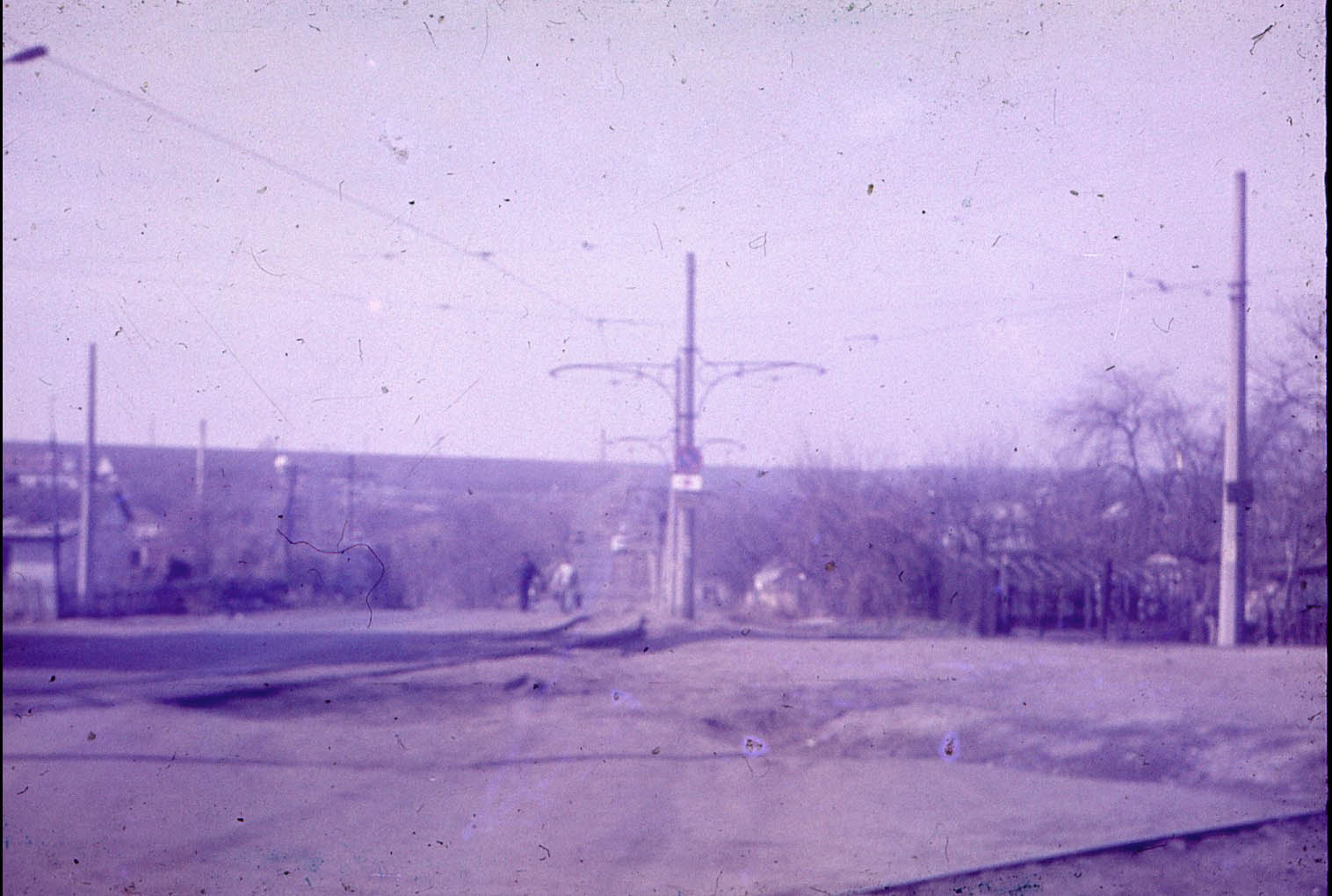
Трасса 27го трамвая, вдоль ул. Зои Космодемьянской. Фото 1989го года.

На юг от центра города: от ж.-д. вокзала по улицам Водопроводная, и Люстдорфская дорога. Посёлок Черноморка является частью города.
- с центральной линией связана через Новощепной ряд, который ведёт прямо к парку Преображенскому. В мае 2020 г. начат капремонт Новощепного ряда. Маршрут № 11 отменен, а 3 и 10 укорочены до Старосенной пл.
- Имеет ответвление на ближние Мельницы (маршрут 10) через 2 км от начала, трасса по ближним Мельницам длинная, с частыми поворотами и остановками. Выходит дальше на Черемушки.
- разворотное кольцо на 2-й станции Люстдорфской дороги (резервное)
- ответвление на Ульяновку (маршрут 13) на 5-й станции Люстдорфской дороги до юго-западной конечной 13-го маршрута 3 остановки.
- разворотное кольцо на 11-й станции Люстдорфской дороги (конечная 26-го маршрута)
- между 14-й и 15-й станциями в Черноморке — небольшой однопутный участок регулируемый светофором.

В Черноморке расположена конечная 3-го и 31-го маршрута (ранее 29-го), далее трассу продолжает маршрут 27. Поворачивая на 90 градусов относительно самой трассы — по ул. Зои Космодемьянской, идёт от Люстдорфского узла до Рыбного Порта (с. Бурлачья Балка).
Из немногих сохранившихся сооружений в Черноморке, до нашего времени сохранились лишь некоторые остатки истории: Административное здание трамвайного депо, подстанция (на сегодняшний день эти сооружения немного в изуродованном виде используются как жилые дома), мост через балку почти оказавшийся на берегу моря, но ещё почти сохранившийся в относительно хорошем состоянии, остатки рельс ведущие к пляжу, пару опор КС.
Достопримечательностью вдоль 27-го маршрута является элитный поселок Совиньон.

### Линия на Хаджибейский лиман
20-й маршрут следует от конечной Пересыпский мост — на северо-запад. Трасса маршрута с частыми поворотами и множеством остановок. Продолжительность поездки — от 20-ти до 25-ти минут. На последней прямой — с одной стороны от трамвайных путей находится болото (поля фильтрации (биологической очистки) Инфоксводоканала Хаджибеевской Пересыпи, и Жевахова гора), с другой, западной — пос. Малый Куяльник (Суворовского района) и с. Усатово на возвышенности. На линии сохранилось несколько бельгийских остановок. Среди местного населения популярно название 20-го маршрута как «Камышовый трамвай» из-за того, что на большом участке линии он проходит мимо полей фильтрации, обильно поросших камышом, который растет впритык к трамвайному полотну.
 Конечным пунктом трамвайного маршрута являются пляжи и санаторий Хаджибеевского курорта (см. Хаджибейский лиман). От конечной остановки по объездной (E 58) в 3,75 км расположены Нерубайские катакомбы.

### Лузановка — Посёлок Котовского — завод Центролит
На север от центра: от конечной Пересыпский Мост. Трасса в целом имеет форму прямой линии. Пролегает по улицам Московская (сейчас Черноморского Казачества), Николаевской дороге и проспекту Добровольского. Далее, за черту города — на завод Центролит. На сегодняшний день никаких ответвлений.

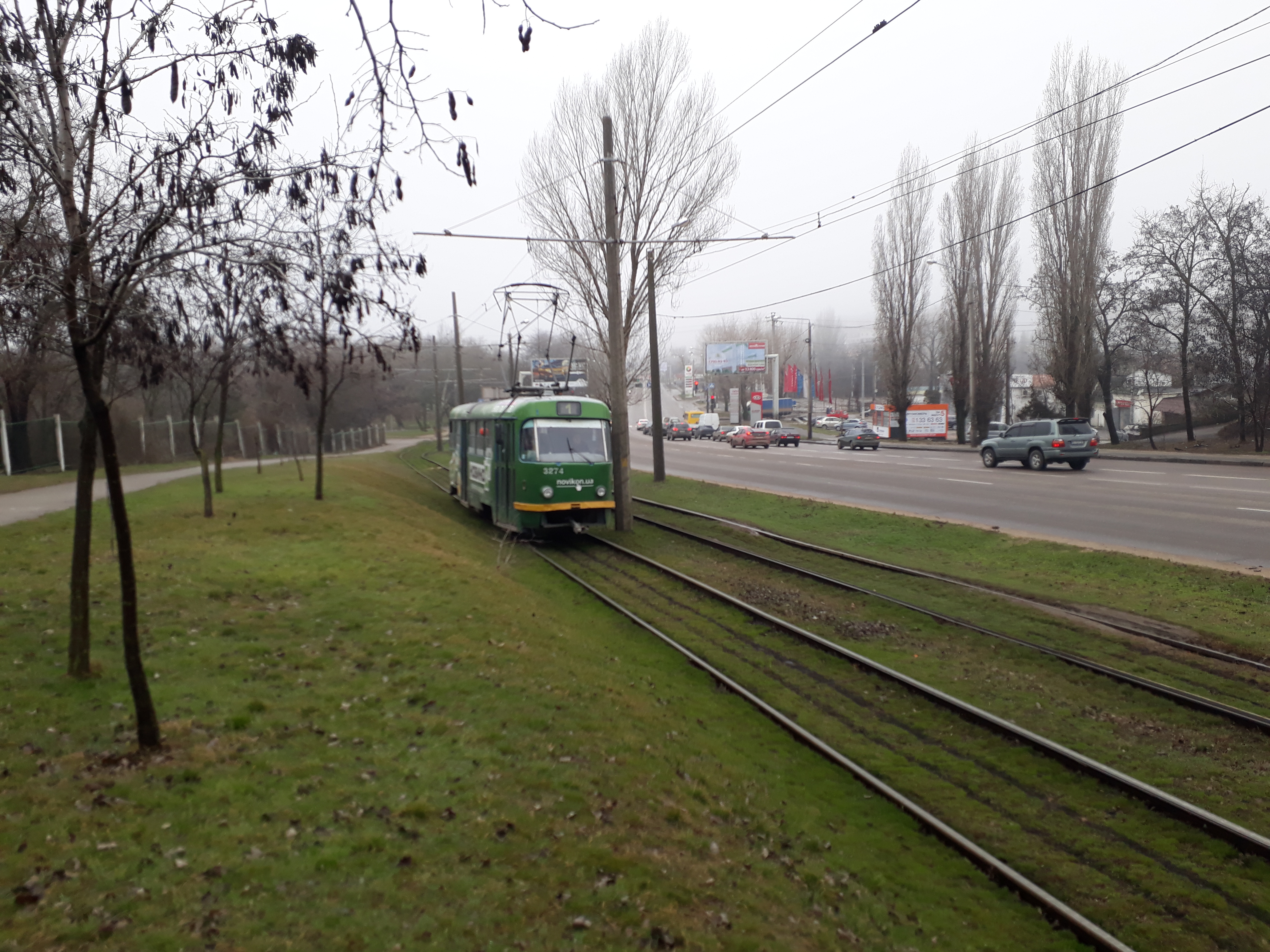
Вагон № 3274 на перегоне «Лузановка»- « Дц Молодая гвардия» следует в направлении Посёлка Котовского.

- Действующие кольца на Лузановке, на улице Паустовского и у Центролита.
- Недействующее служебное кольцо на Ярмарочной площади, на полпути от Пересыпи к Лузановке.
- Довольно необычное путевое разветвление на конечной Пересыпский Мост.

## Основные узлы

### Ж.-д. Вокзал (Старосенная пл.)
- Является конечной 13, 26, 27, 31 маршрутов, идущих на пос. Таирова и Черноморку и Рыбный порт
- Конечной 11-го, идущего на Товарную площадь (ранее доходил до Дальних Мельниц, но в связи с трассой «Север-ЮГ», укорочен до улицы Степовой, а пути на Дальних Мельницах демонтированы в 2009 году).
- Промежуточной остановкой 7-го маршрута в обоих направлениях и 10-го маршрута, идущего в Центр города (на обратном пути 10-ка не заезжает на Старосенную пл.).

Конечная 11-го находится, там же, где и остановка 7-го. Через дорогу оттуда находится Депо № 1, имеются связующие пути.

### Находится примерно посреди улицы Преображенской.

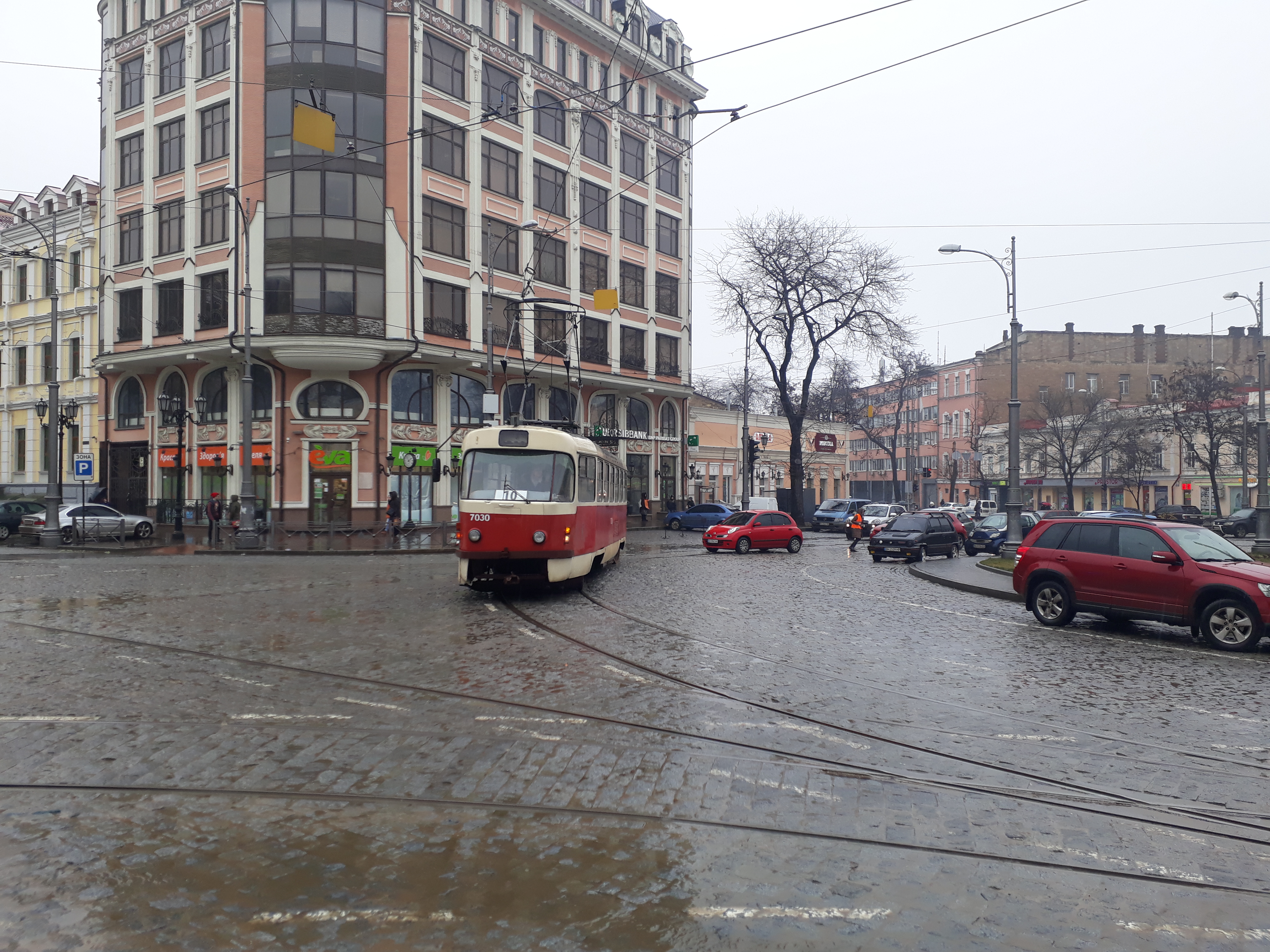
Трамвай № 7030 10-го маршрута на обновлённой Тираспольской площади.

- Через неё проходят трассы маршрутов 7, 12
- на площади оборачиваются маршруты 10, 15 и 21.
- Конечная 10-го маршрута совмещена с остановкой 7, 12-го
- остановка 15-го, идущего на Слободку находится на улице Нежинской
- конечная 21-го, идущего по трассе Прохоровская — Дальницкая, находится на улице Тираспольской.

### Пересыпь (Херсонский сквер)
Находится на севере от центра, связана с трассой Софиевская-Преображенская, спуском Маринеско.
- Конечная маршрутов № 20 совмещена с остановкой № 12 и № 22 (в сторону Лузановки). Рядом расположена остановка маршрута № 12 и № 22, следующего в сторону Слободского рынка.
- Там же была и конечная маршрута 30, до его закрытия. Есть связующие пути, которые используются также для связи с Депо № 2.
  - 20-й маршрут — идёт на Хаджибей
  - 22-й проходит по улице Балковской — затем на Слободку, следует по маршруту Слободской рынок — Лузановка с заездом на Херсонский сквер.
  - 30-й проходил всю трамвайную трассу Балковской улицы, затем поворачивал на Дальние Мельницы, как рельсы ведут. Маршрут закрыт с 16 апреля 2008 года, линия демонтирована в связи со строительством скоростной автомагистрали «Север-Юг».

### Пересыпский мост
Конечная маршрутов, идущих на посёлок Котовского, находится северней относительно Пересыпской конечной, по другую сторону железнодорожного моста. Связана с Пересыпской конечной — необычным путём. Это требуется и для подачи вагонов из Депо № 2. в 2018—2019 гг. реконструирована развязка путей из центра, Херсонского сквера в сторону и из пос. Котовского.

### Куликово Поле
Конечная всех маршрутов Фонтанской Трассы. Имеет довольно сложное путевое развитие, так как связано с улицей Пантелеймоновской. По Пантелеймоновской трамваи совершают рейсы в/из Депо № 1. До 1984 года путь был короче, но в связи со строительством Нового Универмага часть служебных путей была разрушена. Поэтому трамваи используют большую часть улицы Пантелеймоновской, затем налево по Старопортофранковской, и по Новощепному ряду. Также через него проходил маршрут № 23, отменённый 3 октября 2014.

### Ст. Товарная
Долгое время была узлом, так как, помимо существующих сегодня направлений:
- в Центр, по улице Лазарева, Мечникова
- На Дальние Мельницы по ул. Мельницкой (до 15 апреля 2008),

были ещё и пути по улице Степовой, которые когда-то являлись ответвлением от трассы Прохоровская-Дальницкая. В 1970—1980-е — эти пути использовались как служебные, а также запасные для 4 и 21 маршрутов во время ремонта улицы Прохоровской, а иногда и некоторых центральных трасс.
- Находится рядом с бывшим Депо № 3, сейчас это депо службы пути и ВРМ. Здесь же находится музей ОГЭТа.
- Является конечной для маршрутов № 11, № 12.

## Депо и вагонное хозяйство
На сегодняшний день сеть одесского трамвая обслуживается двумя депо.

### Депо № 1
Расположено на Водопроводной улице, 1, вблизи железнодорожного вокзала. До 1924 года называлось Ришельевским, в 1924—1998 годах носило имя В. И. Ленина.
- Обслуживает маршруты 3, 5, 10, 11, 13, 17, 18, 19, 21, 26, 27, 28, 31
- Изначально к нему были приписаны вагоны Tatra T3SU с инвентарными номерами 2945…3155, 4001…4046, 4048, Татра-ЮГ 7001, а также К-1. Кроме того, после перераспределения хозяйства в депо № 1, оказались некоторые вагоны переданные из депо № 2, а изначально числившиеся в депо № 1 вагоны 2967 и 2996 после модернизации были переданы в депо № 2.
- Перешито с узкой на широкую колею в 1933—1960 годах. В 1935 году достроен V бокс для обслуживания вагонов широкой колеи (в результате этого расширения депо поглотило ранее существовавший Трамвайный переулок).
- С момента первой поставки вагонов в советское время, все новые типы вагонов начинают эксплуатацию в трамвайном депо № 1.
- Оставалось единственным действовавшим во время обороны и оккупации Одессы в 1941—1944 гг.

### Депо № 2
Расположено в 1-м Полевом переулке, 1, в историческом районе Слободка-Романовка, по которому получило первое название — «Слободское». В 1966—1998 годах называлось Октябрьским трамвайным депо.
- Обслуживает маршруты 1, 6, 7, 8, 12, 15, 20, 21, 22
- Изначально к нему были приписаны вагоны Tatra T3SU с инвентарными номерами 3156-3339, после закрытия депо им. Ильича — также 4046-4089, некоторые вагоны серии 1018—1049 (переданные из Москвы и Мариуполя), серии 1051—1056 (переданные из Днепродзержинска), 5001-5020 (переданные из Москвы), однако впоследствии, после многократных передач и списаний, серии потеряли целостность. Осенью 2011 года все оставшиеся вагоны, за исключением двух служебных, выведены в депо № 1.
- Неоднократно консервировалось за свою историю, превращаясь в площадку для хранения неисправных вагонов. Введено в эксплуатацию после Великой Отечественной войны в 1953 году, но не обслуживало пассажирские вагоны до перешивки на широкую колею.
- Перешито на широкую колею в 1954—55 годах.
- Реконструировано в 1980-х годах с капитальным ремонтом боксов и достройкой нового бытового корпуса.
- С 2015 года снова обслуживает маршруты 1, 6, 7, 8, 15, 20, 22, а также занимается модернизацией вагонов.

### Депо им. Ильича
Располагалось на Алексеевской (Январского восстания) площади вблизи т. н. «Большого Вокзала», вследствие чего было названо Большевокзальным. С 1925 года называлось трамвайным депо им. Ильича. В отличие от депо № 1 и 2, построено тупиковым.
- Закрыто в 1998 году.
- Изначально к нему были приписаны вагоны Tatra T3SU с инвентарными номерами 4001-4089 и некоторые вагоны серии 1035—1049 (переданные из Москвы).
- Перешито на широкую колею в 1962—1974 годах, по состоянию на 2013 год сохраняется единственный узкоколейный путь со смотровой ямой в III боксе (используется для ремонта автомобилей).
- Восстановлено после Великой Отечественной войны в 1948—1949 гг. В 1946—52 годах в неповреждённой части депо размещалась служба грузоперевозок.
- Оставалось последним, эксплуатировавшим узкоколейные вагоны (до 01.05.1971) и поезда из двухосных вагонов (до 14.01.1987).
- Территория депо в настоящее время занята музеем электротранспорта, службой ремонта пути и сооружений и вагоноремонтными мастерскими на территории которых с 2014 года начато производство частично низкопольных трамваев для нужд Одесгорэлектротранса.

## Подвижной состав
На март 2020 года пассажирский вагонный парк насчитывает 205 единиц, 166 из которых в строю, служебный вагонный парк насчитывает 21 единицу, 19 из которых в строю.

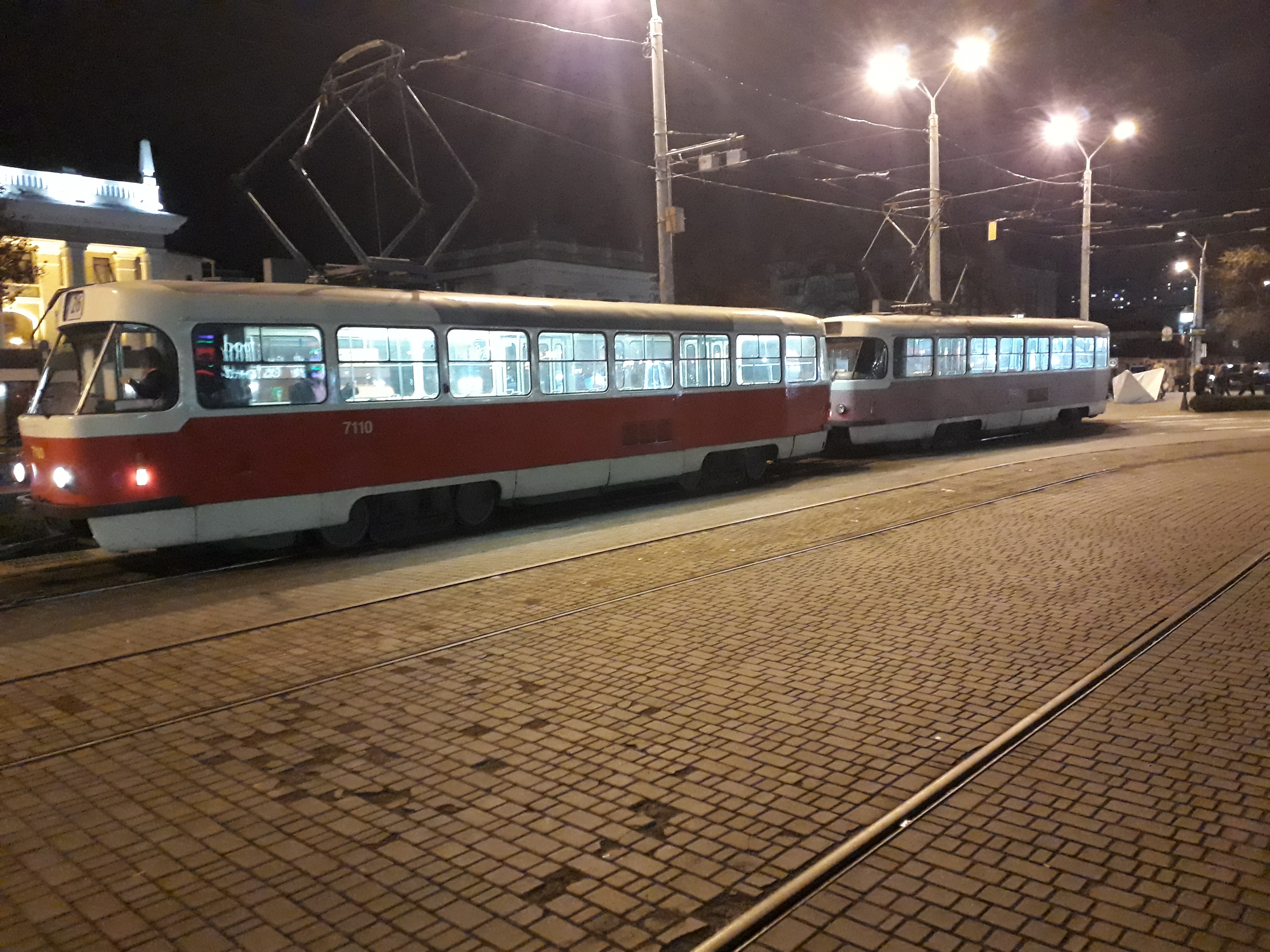
Трамвайная СМЕ из вагонов T3SUCS № 7110+7057 на Старосенной площади следует в депо после вечернего часа-пик с 26-го маршрута.

| Модель                              | Фото | Количество | Количество | В эксплуатации с |  |
| Модель                              | Фото | Всего      | Рабочие    | В эксплуатации с |  |
| ----------------------------------- | ---- | ---------- | ---------- | ---------------- |  |
| Tatra T3R.P                         |      | 111        | 105        | 2001             |  |
| Tatra T3A, Tatra T3SU, Tatra T3SUCS |      | 59         | 28         | 1966             |  |
| К-1                                 |      | 10         | 9          | 2006             |  |
| T3 КВП Од                           |      | 16         | 16         | 2016             |  |
| T3 КВП Од "Одісей"                  |      | 11         | 10         | 2018             |  |
| K3R-N Од «Одиссей Макс»             |      | 4          | 4          | 2019             |  |
| К-1M                                |      | 1          | 1          | 2015             |  |
| Татра-Юг Т6Б5                       |      | 1          | 1          | 1997             |  |
| К1Т306                              |      | 13         | 13         | 2024             |  |

## Оплата проезда

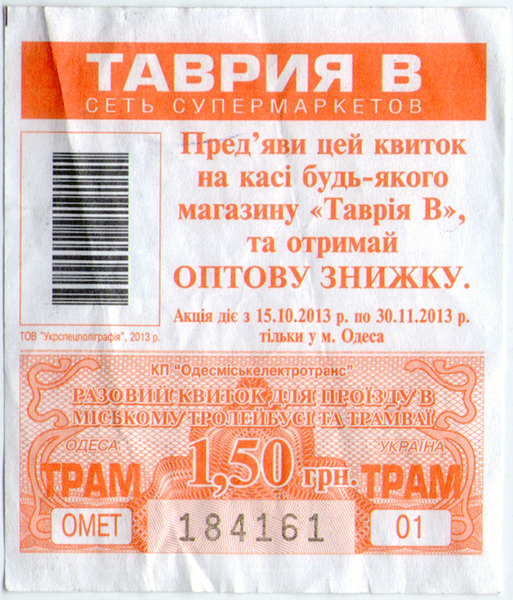
билет с рекламой

На данный момент стоимость проезда составляет 15
гривен. Существуют месячные абонементы на проезд, а также проездные билеты на 7,10,15 дней либо квартал.

### История изменения стоимости проезда
В 1994—1998 гг. проезд в трамваях был бесплатным (как и в остальном городском электротранспорте). Это вызвало спад в работе предприятия, отсутствие поставок нового подвижного состава, сокращение выпуска трамваев на линию, закрытие маршрутов № 2, 6, 8, 9, 12, 14, 16, 21 (позже восстановлен).
С 01.02.1999 — 30 копеек.
С 01.06.2000 — 50 копеек.
С 01.12.2008 — 1 гривна.
С 01.07.2011 — 1 гривна 25 копеек.
С 01.11.2011 — 1 гривна 50 копеек.
С 01.06.2015 — 2 гривны.
С 01.10.2016 — 3 гривны.
С 01.12.2018 — 5 гривен
С 01.11.2021 — 8 гривен при наличном расчёте и 7 гривен при безналичной оплате через приложение Транспод или qr-код Приват-24.
С 01.12.2024 — 15 гривен.

## История одесского трамвая
См. также Одесская конка

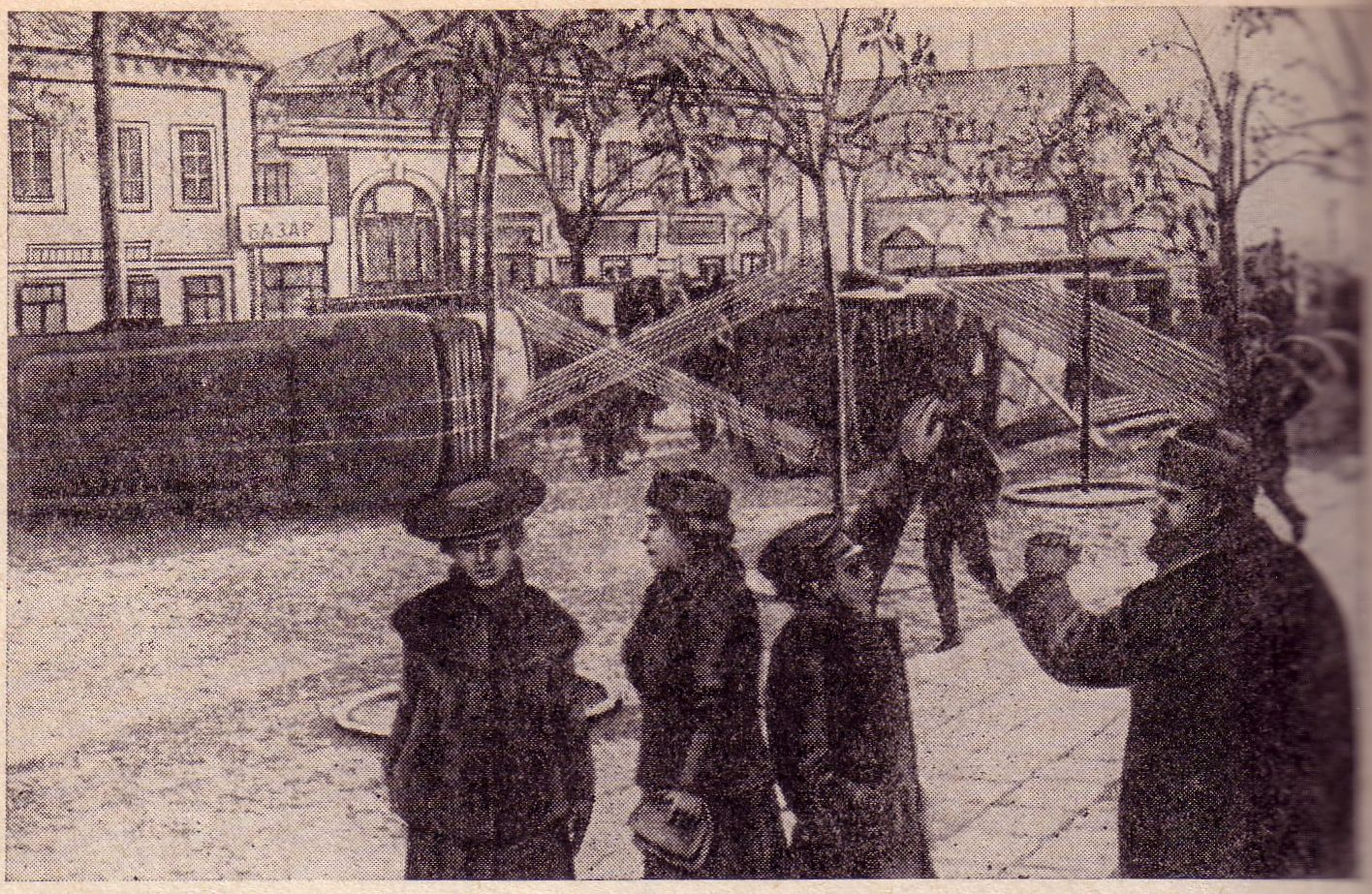
Одесская конка как часть баррикады в декабре 1905

Одесская " конка " была открыта в 1880 году. Одесский трамвай был построен по проекту бельгийского общества. 26 апреля 1882 г. была открыта линия парового трамвая, в целом соответствующая нынешнему 18 маршруту. Протяженность линии составляла 4605 саженей или 9,8 км. Вдоль линии было установлено 16 станций, нумерация которых впоследствии стала общепринятой для всех видов городского транспорта. Паровой трамвай был закрыт в 1913 году, но впоследствии работал некоторое время в период 1920—22 гг..
Проект электрического трамвая был утверждён одесской городской думой в 1908 г. Тогда же и началось строительство. Первые линии были пущены в 1910 году. Новое строительство, в основном, было сконцентрировано на контактной сети и тяговых подстанциях, потому что основная масса линий проходила по существующим линиям конки, принадлежащим тому же бельгийскому обществу. Первое время трамвайные лини, как и линии конки, кроме номеров имели и названия, которые совпадали с названиями конечных пунктов.

В 1910 году в Одессе появился электрический трамвай. Писатели, бывшие очевидцами этого события, составили живописную картинку торжественного открытия трамвайного движения. Вот как описывал его Юрий Олеша:

«Трамвай показался на Строгоновском мосте, желтокрасный, со стеклянным тамбуром впереди. Под наши крики он прошел мимо нас с тамбуром, наполненным людьми, среди которых был какой-то высокопоставленный священник, кропивший перед собою водой. Там же градоначальник Толмачев в очках и с рыжеватыми усами. За управлением стоял господин в котелке, и все произносили его имя: — Легоде. Это был директор бельгийской компании…»

Таким образом на смену лошади пришёл электромотор, а кучера заменили водителями, кондукторами. Трамвайных водителей в Одессе называли ватманами. Интересно, что такое же название (Wattman, от watt — единица мощности и man — человек) бытовало и в Бельгии. Возможно, что именно от бельгийцев, которые строили трамвай, одесситы и заимствовали это слово. По другой версии, слово «ватман» произошло от английского Watchman (часовой, сторож): вожатый трамвая действительно должен быть внимательным, подобно часовому либо сторожу, да и работал он в прошлом стоя, без сидения.
Этому слову и обязан своим названием переулок возле депо № 1 — Ватманский.

### Первая линия одесского трамвая
Первой действующей линией одесского электрического трамвая была Выставочная линия. Строилась она по дополнительному договору между городской управой и Бельгийским обществом. Строительство началось 25 мая (ст. ст.) 1910 г., и окончилось к 11 сентября (по старому стилю). Строилась линия как первая демонстрационная линия к открытию торгово-промышленной выставки 1910 г., но оказалась первой действующей.
Действовала она с 1910 по 1911 годы и проходила по следующим улицам. Греческая пл. — Греческая — Канатная — Сабанский пер. — Главная Аллея Александровского парка — Ланжерон.

### Первые трамвайные вагоны
Первые трамвайные вагоны изготавливались по техническому заданию, утверждённому Одесской Городской управой в 1908 году, при участии инженеров трамвайно-электрического отдела городской управы А. В. Гусева и В. А. Воловиковского. В 1910 году было поставлено 11 вагонов, произведённых Société Anonyme des Ateliers de Godarville (№ 1-10, 12).
Вагоны для Одессы особо не отличались от большинства моторных вагонов того времени. Как и все вагоны того времени, первые трамваи Одессы были двусторонними. Каждая площадка была оборудована контроллером, тормозным краном водителя и ручным тормозом. На линиях с тупиковыми конечными эксплуатировались одиночные моторные вагоны, прочие, как правило, обслуживались поездами из моторного и прицепного.
Сиденье для водителя появилось только в 1920-е годы и выдавалось водителю перед началом смены, вместе с рукояткой контроллера и ломиком. Для защиты электрооборудования от перегрузок и коротких замыканий на одной из площадок устанавливался автоматический выключатель, на другой — рубильник и на крыше вагона — плавкий предохранитель.
Вагоны были оборудованы предохранительными сетками механического действия — при ударе препятствия о передний щиток сетка опускалась и поднималась при нажатии водителем специальной педали.

#### Поставки вагонов
Всего до 1917 года в Одессу был поставлен 301 пассажирский вагон. При этом по годам ввода в эксплуатацию номера распределились таким образом (даты ввода в эксплуатацию взяты по старому стилю):
1910: 1—10, 12.
1911: 11, 13-57, 251—255, 257, 259, 501—505.
1912: 58—128, 256, 258, 260—280, 507, 509, 1001—1008, 1501.
1913: 401—423, 506, 508, 510—524, 601—613, 620, 621, 623, 625, 1502—1506, 1509, 1511—1515, 1517, 1518, 1520—1522, 1524, 1525, 1527—1530, 1601—1612.
1914: 614—619, 622, 626—637, 1010, 1507, 1508, 1510, 1516, 1519, 1523, 1526, 1531—1533 (прицепы с Люстдорфской линии).
1915: 1009, 1011, 1012, 1014, 1015.
1916: 1013, 1016, 1017.
Наряду с закрытыми двухосными вагонами, бельгийским обществом были заказаны и четырёхосные моторные вагоны заводу Société Anonyme Anglo-Franco-Belge la Croyère. Поступили в город они в 1913 году и были направлены на линию, обслуживавшую Большой Фонтан. В летнее время они эксплуатировались с открытыми прицепами серии 1601—1612. Четырёхосные моторные вагоны очень полюбились одесситам и были прозваны «пульманами» — очевидно, по примеру Киева, где так называли четырёхосные вагоны MAN. Само название «пульман» происходит от компании «Pullman Car Company». Эта компания поставляла «американские» спальные железнодорожные вагоны подобной конструкции, то есть удлинённые на двух поворотных тележках.

#### Пассажирский салон
Эти вагоны были с деревянными сиденьями-лавками вдоль или поперек вагонов. У тех, что были поперек, спинка перекидывалась таким образом, что пассажиры всегда могли сидеть друг за другом лицом по ходу движения, когда вагон менял направление движения на конечной остановке, или друг напротив друга, образуя своеобразное купе на четырёх человек.
- Иногда, когда в одесский трамвай заходил приезжий и спрашивал, как доехать до «Привоза», а сам где-то на Успенской садился в вагон, идущий к Херсонскому скверу (проще говоря, сел на трамвай в обратном направлении), то сидящие в вагоне одесситы ему советовали: «Вы же сели не в ту сторону. Сядьте хоть туда лицом», — намекая, что нужно перекинуть спинку и хотя бы сесть в сторону «Привоза», в то время, как трамвай всё больше и больше отдалялся от Привоза.
- В каждом вагоне двухвагонной сцепки был свой кондуктор, который сидел у задней двери и продавал билеты. Через весь вагон под потолком был протянут канатик, который проходил чрез межвагонное пространство и оканчивался колокльчиком на задней площадке моторного вагона. Такой же канатик с колокольчиком в кабине ватмана был и в моторном вагоне. Кондуктор дергал канатик сначала в прицепке, а затем уже в моторном вагоне. Этот колокольчик служил сигналом для отправления. Один раз — отправление, два раза — остановка по требованию, три раза — аварийная обстановка.

#### Недостатки этих вагонов
Серьёзные недостатки этих вагонов выявились в процессе эксплуатации. Поскольку планировка Одессы и география её трамвайных маршрутов требовала частых разгонов и торможений, а также преодоления довольно крутых подъёмов, то принятая первоначально мощность тяговых двигателей в 27,5 кВт оказалась недостаточной. В 1930-е часть вагонов получила более мощные двигатели ДТУ-40, а впоследствии — и ДТИ-60. Кроме того, пусковые реостаты, представляющие собой чугунные литые пластины, коробились от перегрева и часто ломались, поэтому заменялись на более надежные проволочные.

### История создания маршрутной сети

#### 1910—1912 годы, формирование трамвайной сети в центре города

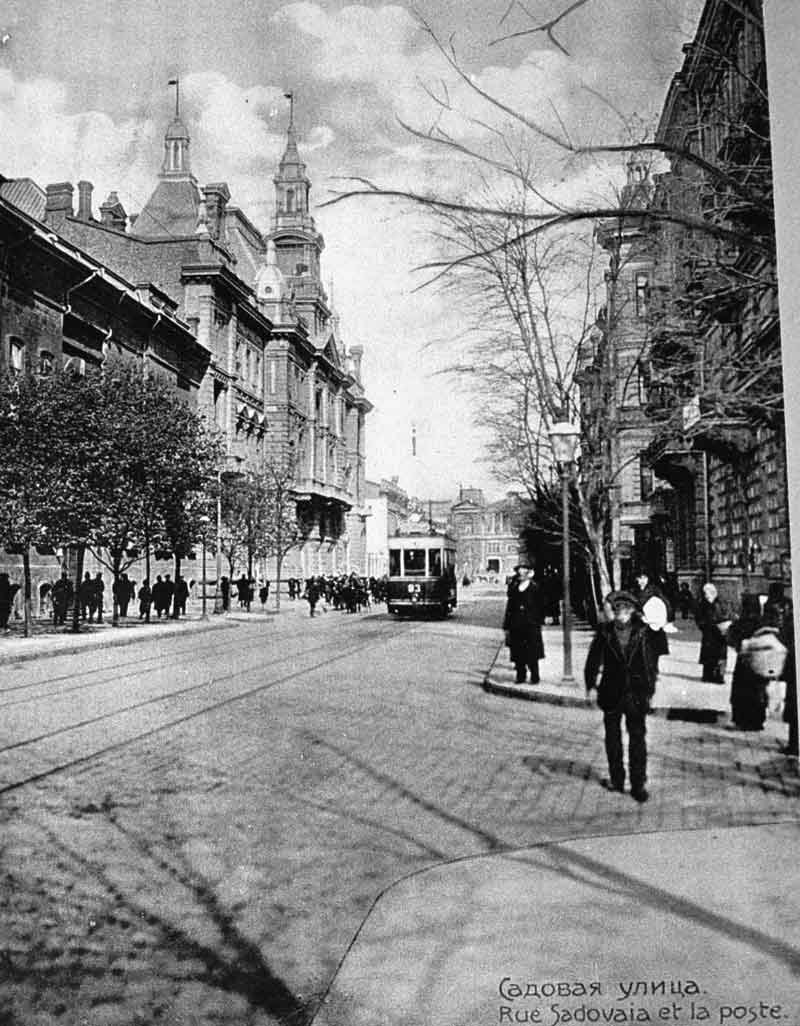
Одна из первых трамвайных линий в Одессе

В это время ведётся наиболее бурное строительство новых трамвайных линий и электрификация существующих линий конки. Строительство в основном сконцентрировано на окраинах города, но в центре появляются линии «Греческая» и «Ланжерон». К концу 1912 г. строительство закончено. Открыто движение по Ришельевской и Преображенской линиям, на Большой Вокзал — по Прохоровской, в порт — по Приморской. Из окраинных районов открывается линия на «Ближние Мельницы», а также заканчивается строительство Слободского кольца и вскоре откроется Слободская линия (на западе от центра города).

#### 1914—1917, завершение строительства трамвайной сети на окраинах
Ведутся работы по электрификации Пересыпской и Хаджибейской линий и строительство линий на Куяльник и в с. Чубаевка. Строительство практически закончено. Из числа запланированных Бельгийским обществом, в городе работают 25 линий, а также новая линия 32 «Большой Вокзал». К 1917 году было закончено строительство сети линии электрического трамвая и последние вагоны конки исчезли с одесских улиц. По сравнению с первоначальным бельгийским проектом изменения были незначительны, а именно:
- Построено кольцо на Слободке, переход со Слободской ул. на Городскую сделан по Церковной ул. вместо Споритинской
- Построена линия по Филодоровскому спуску от Городской до Известковой вместо линии по Городскому и Ольгиевскому спускам (движение откроется только в 1928 г.)
- Построена линия по Пироговской вместо Ботанического пер.
- Линия на Дачу Ковалевского была проложена по существующей линии Люстдорфского трамвая, который вошёл в состав Одесского трамвая
- Линия по новой улице вдоль железной дороги от Воронцовки до Водопроводной (р-н станции «Одесса-Малая») не была построена, линия «Ближние Мельницы» оказалась разделенной на две части.
- Линия по Земской от Большой Арнаутской до Пантелеймоновской не была построена, линия «Аркадия» использовала пути по Вокзальной пл.
- Линия «Жевахова», а также линии в селе Б.Фонтан к морю и в с. Нерубайское не были построены.
- Линии на Балтской дороге, на Куяльник и на Чубаевке находились в разной стадии завершения. Движение по этим линиям откроется только в 20-е годы.

### В годы революции и Гражданской войны, и в 20-е годы
Огромный ущерб одесскому трамваю нанесли Революция и Гражданская война. Из-за отсутствия запчастей и обслуживающего персонала Вагонный парк пришёл в крайнее запустение. Из-за отсутствия электроэнергии в период с 1917 по 1920 годы движение по существовавшим линиям происходило неравномерно и часто прекращалось. Конки и паровые трамваи вновь появились на линиях. В 1920 году трамвайное хозяйство переходит в ведение Совнархоза и прекращает свою деятельность.
По сравнению с первоначальным бельгийским проектом произошли некоторые изменения, так номера маршрутов начали указываться на вагонных табличках.
Номера маршрутов отображают не порядок их появления на улицах Одессы, а порядок, в котором они были указаны в планах Бельгийского Общества. Поэтому ничего удивительного, что 15-й маршрут появился раньше, чем 8-й.
- Начиная с 1921 года начинается восстановление трамвайного хозяйства.
  - Первой, 31 октября 1921 года, восстановлена линия 27 «Круговая», (по маршруту Александровский участок — Ришельевская — Ланжероновская — Гаванная — Малый пер. — Преображенская — Пантелеймоновская — Александровский участок).
  - 5 ноября 1921 года — линия 32 «Большой Вокзал». По маршруту Большой Вокзал — Степовая — Прохоровская — Прохоровский сквер (Объезд с двух сторон) — Тираспольская — Тираспольская пл. — Преображенская — Софиевская.
  - До конца декабря были вновь открыты ещё 3 линии, по которым ходило 10 моторных вагонов и 10 прицепов (из имевшегося парка в 242 моторных и 62 прицепных вагона).
  - В апреле 1922 года на 5 линиях работало уже 17 моторных вагонов и 5 прицепов, а к концу 1922 года число линий увеличилось до 12, а число действующих вагонов до 37 моторных.
  - В 1924 году было восстановлено движение по линии 20 «Хаджибейский Лиман» От Херсонского сквер — Балковской — Известковой — Куяльницкой дороге — до Парка у Хаджибейского лимана
    - и линия 18 была продлена от 8-й станции Большого Фонтана до Люстдорфа.

  - В 1925 году в основном производился ремонт и восстановление путей и вагонного парка. Восстановлено движение по ул. Старопортофранковской, Нежинской, Торговой, по линии 22 «Карантин» и 29 «Люстдорф», заново отстроена линия 8 «Куяльник».

По маршруту Тираспольская пл. — Преображенская — Софиевская — Нарышкинский сп. — Московская — Николаевская дорога — Лиманная — Берег Куяльницкого лимана
- На линии выходило 95 вагонов, кроме того, свыше 100 вагонов было полностью отремонтировано.
  - В 1926 году производилось дальнейшее восстановление трамвайного хозяйства Одессы. Вновь было открыто движение по ул. Жуковского, Военному спуску, Успенской (до парка), а также на Дальние Мельницы (маршрут 11).
  - Также 22 мая 1927 года возобновили работу маршрут 25 по маршруту Греческая пл. — Греческая — Ришельевская — Пантелеймоновская — Земская — ж.д. вокзал (залы 1 класса) — Пироговская — Новоаркадийская дорога — Каховские казармы
  - маршрут 7 по Балтской дороге по маршруту Ж.д. переезд на Ярмарочной пл. — Балтская дорога — Пробковый завод.
  - С того же дня — 22 мая 1927 года — продлевались маршруты 10 и 11 до Херсонского сквера и 15 до Старого кладбища. В конце 1927 года маршрут 15 был укорочен до своей первоначальной конечной на Тираспольской пл. и с тех пор не изменялся ни разу.
- Появился также маршрут 32, не предусмотренный бельгийским проектом, но оказавшийся очень нужным.
- Перечень действовавших в 1923 году маршрутов приведен ниже Архивная копия от 17 октября 2007 на Wayback Machine

Не восстановленными остались, из построенных бельгийцами, лишь линии на Воронцовке и по ул. Косвенной от Колонтаевской до Прохоровской.

#### Нереализованные планы
- Планировалось направить маршрут 26 к Греческой пл., а маршрут 32 — к Политехническому институту. Эти планы не осуществились;
- маршрут 26 начал работу 22 мая 1927 года от Привоза через Чумку,
- маршрут 32 был оставлен на старой трассе, а в следующем году продлен до Зернового рынка.
- В марте 1927 года планировалось начать работы по удвоению путей на линии 19, однако вскоре после начала работ выяснилось, что межвагонные расстояния для пульмановских вагонов составят только 20 см вместо положенных 60 см, и работы были прекращены.

#### 1927 год, линия в Лузановку
Эта линия не входила в планы проекта Бельгийского общества. Линия проходит от Пересыпи, на север от города.

#### 1927 год, состояние трамвайного хозяйства
В 1927 году в основном закончено восстановление трамвайной сети в том виде, в котором она была построена до революции.
Протяжённость путей составляла на конец 1927 года 257,5 км одиночного пути, работало 32 маршрута, парк составлял 242 моторных и 59 прицепных вагонов, кроме того, на балансе было 46 специальных вагонов. По числу вагонов, длине путей, количеству перевезенных пассажиров и валовому доходу одесский трамвай занимал четвёртое место в стране после Москвы, Ленинграда и Харькова.

#### 1928—1929 годы, расцвет одесского трамвая
- Продлены многие линии на юге города.
- Функционируют все линии, построенные бельгийцами и новая линия в Лузановку (маршрут 9) от Греческой площади через Пересыпь.
- Продлены маршруты 19 и 29 до пляжа в Люстдорфе, 2 до Большого вокзала,
- 25 до Аркадии и 32 до Зернового рынка, очередной раз изменён маршрут 14, маршруты 10, 11 и 15 возвращены на исторические конечные.
- Построены грузовые ветки в Лузановке, Люстдорфе, Полях Орошения, к элеваторам на Московской и Столбовой улицах.
- На конечных станциях «Херсонская», «2-я Застава», «Аркадия», «Ланжерон», «Лузановка», «Куяльник», «Зерновой Рынок» построены разворотные кольца.
- Открыт посадочный павильон для пассажиров маршрутов 8, 9 и 20 на Греческой площади. Реконструированы пути на Большефонтанской линии и по маршруту 23, устроены разъезды на Французском бульваре возле киностудии и Лагерного пер.
- По результатам обсуждения проекта реконструкции маршрутов одесского трамвая открыт новый маршрут 31 «Слободка-Таможня»
- В конце 1929 года и начале 1930 года крупных изменений в сети одесского трамвая не происходит. В связи с окончанием постройки кольца на конечной «Херсонская» туда опять направлен маршрут 14, правда, от Таможенной пл. линия по Среднефонтанской ул. от Старосенной пл. ликвидирована. Продлен маршрут 13 до радиостанции. В летний период по воскресеньям пульмановские вагоны 19-го маршрута ходили по маршруту «Греческая пл. — Люстдорф» через Большой Фонтан.

#### Постепенное сокращение маршрутной сети, 1930—1933 годах
За этот период открыт один маршрут: укороченный вариант маршрута 18 под номером 18а.
закрыты маршруты 2, 14, 19, 24, 26а, 27, на зимний период укорочен маршрут 16.
В связи с окончанием постройки кольца на конечной «Московская» туда направлены маршруты 8 и 9, а маршрут 20 укорочен до Херсонского сквера.
- С маршрутных указателей исчезли названия линий и маршруты стали именоваться по конечным остановкам.
- С конца 1933 года ведётся подготовка к перешивке трамвайной сети на стандартную широкую колею, что впоследствии приведет к ещё большему сокращению маршрутной сети. Вагонный парк узкой колеи в последний раз пополняется 22 прицепными вагонами, а «пульмановский» прицеп 1608 переделывается в моторный 424. На начало 1934 года на балансе числятся 243 моторных и 83 прицепных вагона узкой колеи.

### Уникальный вагон номер 424
Рост пассажиропотока в начале 1930-х годов вызвал потребность в дополнительных моторных вагонах. Однако советская промышленность в это время прекратила выпуск узкоколейных вагонов, а поставки из-за границы были нереальны. Поэтому силами трамвайного депо и вагоноремонтных мастерских Одесского трамвайного треста, в 1932—1933 гг. был построен «Уникальный вагон», на основе открытого «Нивельского» прицепа № 1608. Новому вагону присвоили номер 424, последний в ряду нумерации «4-осных Нивельсов».

### 1934 год, перешивка на широкую колею
Начало перешивки на широкую колею ознаменовало новую эпоху в истории развития трамвая в Одессе. На широкую (1524 мм) колею были перешиты первые 28,9 км путей и построена новая ветка широкой колеи в Ульяновку, на Южной Окраине города (2,1 км) от ж.-д. вокзала по Люстдорфской трассе.
На широкую колею были перешиты в центре ул. Преображенская, Софиевская, Нарышкинский спуск, кольцо «Херсонский сквер», а также На Юго-востоке от центра ул. Новощепной ряд, Водопроводная, Большефонтанская дорога и улицы Ближних Мельниц.
В следующем, 1935 году, были переложены пути по ул. Мечникова Архивная копия от 27 сентября 2007 на Wayback Machine, Лазарева (Малороссийской) и на Дальних Мельницах, причем на Дальних Мельницах было построено однопутное кольцо. Перешивка путей на ул. Мечникова впоследствии привела к ненужности и уничтожению путей на улице, от ул. Лазарева (Малороссийской) до Водопроводной. На сегодняшний день существуют пути только от Болгарской до Лазарева.
Также была достроена линия до Люстдорфа, причем от Дачи Крамаренко линия теперь проходила не по ул. Долгой, а была построена заново по полям и просёлочным дорогам. Это привело к единственному известному нам случаю, когда по линии трамвая была переименована дорога: Большефонтанская дорога стала называться Люстдорфской, так как трамвай на Большой Фонтан по ней уже не шёл. Также по аналогии с Фонтанской (Среднефонтанской) дорогой остановки на новом маршруте стали называться «станциями», хотя никакого парового трамвая или железной дороги там не было. Общая длина линий широкой колеи составила 51,7 км.
Маршруты, организованные на линиях широкой колеи, были 2, 10, 11, 12, 13, 29, причём маршрут 12 полностью повторял маршрут закрытого в 1930 г. маршрута 2. Для обслуживания ширококолейных маршрутов Одесса получила с Мытищинского машиностроительного завода 47 моторных вагонов «Х» и 44 прицепных вагона «М».
Благодаря перешивке оказался ненужным и потерянным маршрут 26-й, на Чубаевку (на Юг от центра).
В 1934-м году был прекращён выпуск вагонов узкой колеи. Поэтому многие города, в том числе имеющие крупные трамвайные хозяйства лишились возможности пополнения подвижного состава. Именно это вынудило Одессу и подобные города пойти на дорогостоящую перешивку на широкую колею, 1524 мм. Прекращение выпуска узкоколейных вагонов было единственным фактором, вызвавшим перешивку.
Тем не менее, к началу 1940-х годов несколько десятков бельгийских вагонов были модернизированы. Модернизация включала:
- Установку более мощных двигателей.
- Установку нового одностороннего металлического кузова.
- Замену дуговой фары на фару автомобильного типа.
- Рабочее место водителя стало более удобным, с постоянно закреплённым сиденьем.
- На модернизированных вагонах пневмосистема запитывалась от компрессора на прицепном вагоне.

#### Появление ширококолейных вагонов «Х» и «М»
Поскольку в 1935 году в Одессе было уже 6 маршрутов широкой колеи (№ 2, 10, 11, 12, 13 и 29), поезда из моторных вагонов «Х» («харьковского типа») и прицепных «М» («московского типа») стали поступать в Одессу для обслуживания этих линий. Вагоны «Х» и «М», которые с 1928 года серийно выпускал Мытищинский машиностроительный завод, стали основным типом подвижного состава трамвайных хозяйств страны в предвоенные и первые послевоенные годы. В некоторых городах они проработали до начала 1970-х годов. Их производство передано на Усть-Катавский завод в 1937 году, где эти вагоны выпускались до июня 1941 года.
- Всего до 1940 года в Одессу поступило 47 моторных вагонов и 44 прицепа.
- Маршруты № 2, 11 и 12 работали во время войны, один прицеп «М» был уничтожен.
- После войны из Киева были получены ещё 3 прицепных вагона «М».

#### Маршруты, закрытые из-за перешивки
Перешивка затронула узкоколейные маршруты, связанные с ул. Преображенской и Водопроводной. Были закрыты маршруты 3, 16, 26, 26а, 32.

#### Маршруты узкой колеи, которые ещё существовали
Продлён до Малого Фонтана маршрут № 5, перенаправлен на Греческую пл. маршрут № 17. Для маршрута № 23 по ул. Преображенской от Греческой до Дерибасовской была проложена третья нитка рельсов, также третья нитка проходила по ул. Мельничной для маршрута № 30.
В таком виде трамвайная сеть просуществовала без каких-то изменений до начала Великой Отечественной войны.

### В годы Великой Отечественной войны (1941—1945)

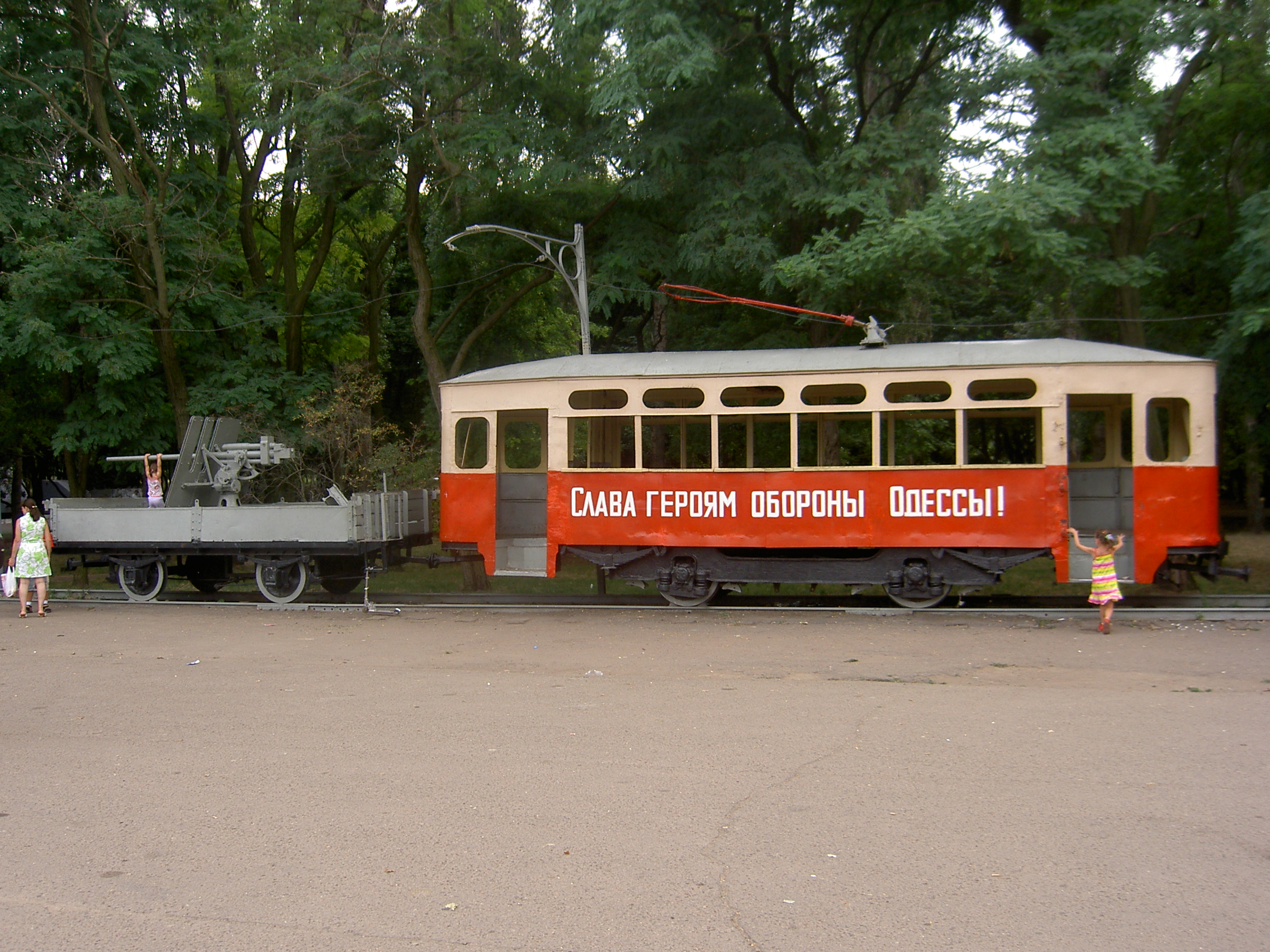
Трамвайный поезд времён войны, установленный в качестве памятника

Война нанесла огромный урон трамвайному хозяйству Одессы. Трамвай продолжал работать и во время войны (маршруты 2, 11, 12), но вагонное и путевое хозяйство находились в неудовлетворительном состоянии. Часть путей узкой колеи была разобрана оккупационными войсками. Длина путей сократилась с 236,4 км в 1941-м году до 211,6 км в 1944-м.
- Пути по ул. Большой Арнаутской (5-й маршрут) были приведены в полную негодность; решено было их не восстанавливать.
- Маршруты 7, 21а, 22, 25, 31 полностью прекратили своё существование.

По узкой колее в 1941 г. работал маршрут 21а по трассе «Застава-Фронт». Трамвай-памятник, носивший эту экипировку, установлен в музейном парке Мемориала 411-й батареи.

### Восстановление трамвайного хозяйства
Сразу же после освобождения Одессы началось приведение в порядок трамвайного хозяйства. К 1948 г. было восстановлено движение на ширококолейных линиях и основных узкоколейных.
- В 1948 г. на линиях широкой колеи был открыт маршрут 3 «Херсонский сквер — Шувалово (1-я станция Люстдорфской дороги)» и 9 октября восстановлен маршрут 10.
- Из узкоколейных линий восстановлены маршруты 28 (9 октября) и 8 (14 ноября).
- До 1950 г. были построены треугольники в конце маршрута 10 и в Библиотечном пер. перед Нарышкинским спуском (маршруты 2, 3, 12). В 1950 г. на маршруте 29 восстановлен разъезд между 13 и 14 станциями.
- В связи с разрушением старого здания железнодорожного вокзала и строительством нового изменился маршрут 1, который стал ходить до Старосенной пл.
- Наиболее крупные события того периода произошли в 1951 г. и были связаны со снятием трамвайных путей по ул. Ришельевской, Ланжероновской и Гаванной, а также Малому переулку. Это вынудило построить третью нитку рельсов от ул. Щепкина до Дерибасовской для маршрута 1.

#### Модернизация подвижного состава в послевоенный период
В результате модернизации вагоны Х и М получили не имеющий в мире аналогов цельнометаллический кузов, c боковыми окнами в стиле «Дженерал Моторз». Тогда же, в середине 1950-х годов, для обслуживания перешитых на широкую колею пересыпских маршрутов 6 и 9, началась передача этих вагонов из депо им. Ленина в Октябрьское (ныне соответственно Депо № 1 и № 2). Там они прослужили около 10 лет и были заменены поездами КТМ-2/КТП-2.
В депо им. Ленина вагоны Х и М проработали до 1967—1968 годов на 4-м маршруте и были заменены [вагонами КТМ2/КТП2].
Также в послевоенный период часть вагонов Nievels прошла ещё одну модернизацию и получила не имеющий аналогов цельнометаллический кузов, а также боковые окна в стиле Дженерал Моторз.

### Трамвайные вагоны КТМ/КТП-1
Поезда из трамвайных вагонов КТМ/КТП-1 начали поступать в Одессу с 1949 года. до 1960 года город получил 34 моторных вагона и 34 прицепа.
- Поскольку только депо им. Ленина было перешито на широкую колею, вначале все они поступали туда.
- Нумерация поездов КТМ/КТП-1 продолжала нумерацию поездов Х/М, что привело к некоторой путанице: нумерация КТМ-1 началась с 348, а КТП-1 — с 745, так как прицепов «М» вначале пришло на три штуки меньше, чем моторных «Х». Даже поставка из Киева трёх прицепов «М» не исправила положения, так как один из вновь пришедших прицепов получил номер разрушенного во время войны вагона (707).

#### Вагоны «Ф»
Вагоны серии «Ф» («фонарные») выпускались до революции для Москвы на различных заводах России и Германии. Название «фонарный» происходит от застекленного подъема в центре крыши по всей длине вагона. В сентябре 1949 года из Москвы были переданы 5 вагонов Ф 1912 года выпуска. Поскольку депо имени Ленина тогда было единственным ширококолейным, вагоны Ф поступили именно туда. Первоначально они сохраняли московские номера, однако в середине 1952 года получили новую серию 800:
- 751 → 801
- 766 → 802
- 772 → 803
- 773 → 804
- 783 → 805

Пассажирская эксплуатация вагонов Ф в Одессе продолжалась до 1958 года, когда все они были переведены в служебный инвентарь.

### Продолжение перешивки сети на широкую колею
- В 1951—1952 гг. был перешит маршрут 15, в 1952 г., после окончания строительства нового железнодорожного вокзала и восстановления путей вернулся на Куликово Поле, маршрут 1.
- в 1953 г. были перешиты деповские пути в депо № 2 (Слободка), поэтому, возможно, что в 1951—1953 годах КТМы выходили и на перешитый к тому времени 15-й маршрут. В 1954 г. перешиты маршруты 4 и 21, в 1956 г. — маршруты 6 и 9.
- в 1955 г. был восстановлен маршрут 19, продлённый в 1956 г. на 500 м,
- в 1956 г. после постройки кольца у Староконного рынка открылся маршрут 5.
- были удвоены пути на кольце у Херсонского сквера.
- в 1958—1959 гг. удвоение путей между 11-й и 12-й станциями Люстдорфской дороги (маршрут 29)
- постройка разъезда на маршруте 13 в 1959 г.
- 1959 г. с 14 по 16 апреля перешивка Фонтанской линии (маршруты 18 и 18а) всего за 29 часов.
- В апреле 1960 г. был также перешит маршрут 19. Последним узкоколейным «Нивельсом» на ней был вагон № 422, сделавший последний рейс 18-му маршруту на Большой Фонтан 14 апреля 1959 года.
- В 1961 г. проводятся работы по перешивке маршрутов 5 и 28

В конце 1950-х годов в депо № 1 стало не хватать вагонов широкой колеи, так как для работы на Пересыпской линии многие поезда «Х»/«М» были переданы в Октябрьское депо (№ 2).

#### МТВ-82
В 1953 году Одесса начала получать вагоны МТВ-82. Хотя и не столь технически передовые, они завоевали любовь пассажиров своим комфортом, вместимостью и очень элегантным внешним видом, а любовь обслуживающего персонала — простотой ухода и ремонта, а также долговечностью. Даже через 40 лет после окончания выпуска десятки МТВ-82 продолжали службу в качестве служебных и аварийных трамваев, трамваев-буксиров и т. п. Одесситы настолько полюбили свои МТВ-шки, что все модернизированные вагоны Nievelles, прицепы и «пульманы» были окрашены «под МТВ» с ниспадающей красной полосой по борту и ступенчатой окраской лобовой панели.
К сожалению, такая схема окраски продержалась недолго, до 1970-х годов, после чего МТВ-шки не только потеряли ниспадающую полосу, но и жёлтую «юбку», а также оригинальную эмблему. Это всё заменили пятиконечной звездой, как на трамваях КТМ/КТП1 и КТМ/КТП2. Множество вагонов МТВ-82 были переоборудованы в служебные:
- Грузовые платформы: 910, 911, 919 (хоппер), 923, 925 (бульдозеровоз), 930, 932.
- Рельсосварочные: 903, 904.
- Пескопосыпальные: 942 (см. также техпомощь).
- Вагоны техпомощи: 904 (б. 942), 935, 954.
- Поливомоечные: ПМ-1 (б. 929)

#### Другие вагоны

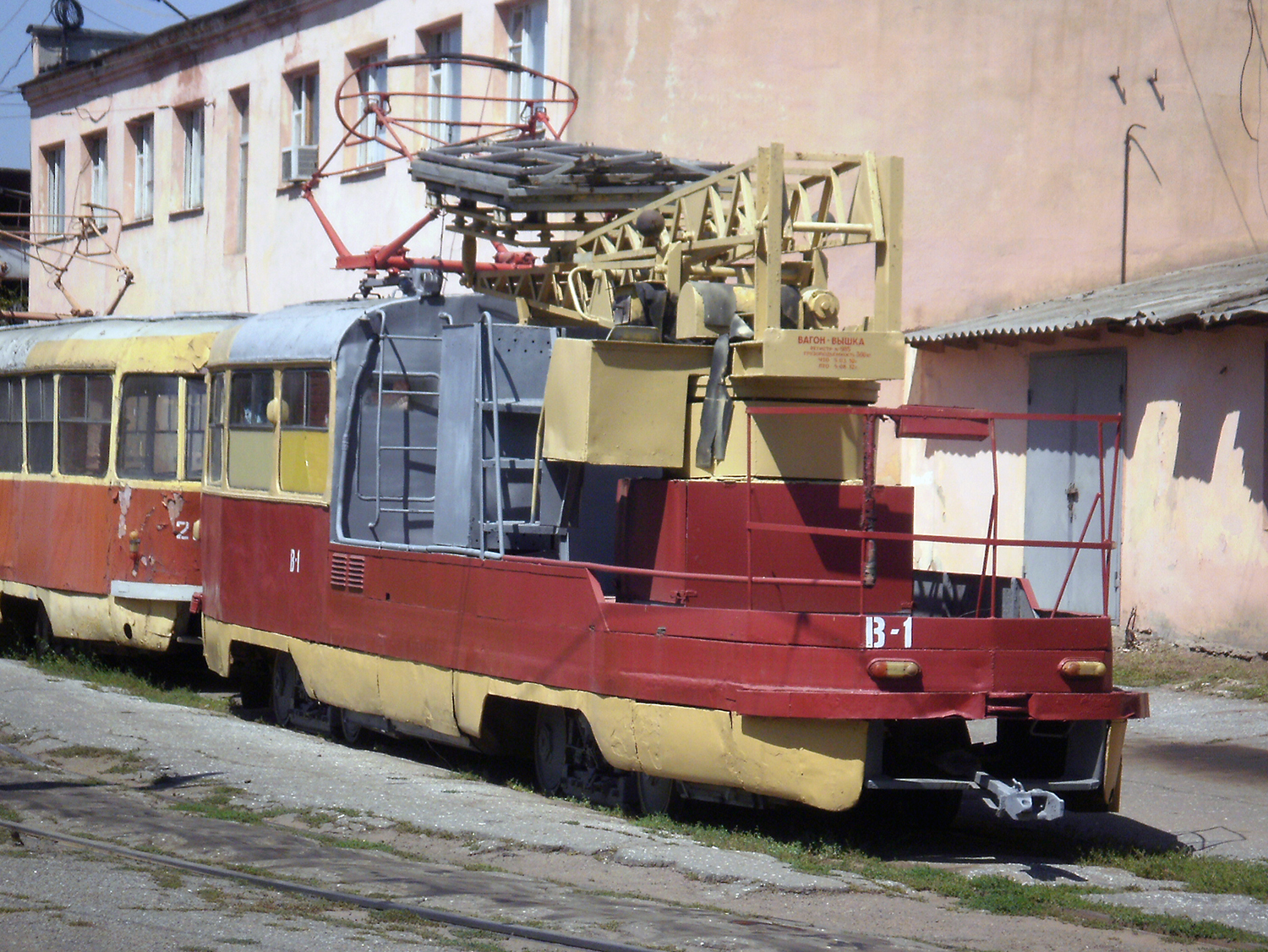
Вагон-вышка в депо № 1

- В 1951 году Одессе достались три двухосных моторных вагона типа К, из Киева. Эти вагоны изготовили в Киеве в Главных трамвайных мастерских имени Домбаля (впоследствии — Киевский завод электротранспорта имени Дзержинского), в то же время, когда и появились вагоны Х и М. В Одессе они получили номера 391—393, так как ввиду возможного планирования получение ещё поездов КТМ/КТП-1. Попали они в депо им. Ленина, которое всегда первым получало все типы вагонов, поступающие в город. Однако эксплуатация вагонов К на маршрутах оказалась, и через 3—4 года они были переведены в служебные.
- С 1959 года началась активная переделка четырёхосных вагонов завода La Croyère на широкую колею для обслуживания перешитой Фонтанской линии.

#### Детская трамвайная линия узкой колеи
Линия детского трамвая длиной 520 м была построена в том же 1956 г. в парке им. Шевченко. Для этого в том же году вагон № 36 был переоборудован в детский трамвай. Закрылась детская трамвайная линия узкой колеи в 1960 г. Детский трамвай Одессы был аналогичен детским железным дорогам, действовавшим во многих городах Советского Союза. Однако одесский детский трамвай был уникален, нигде, кроме как в городе Шахты Ростовской области в 1935 году и в Одессе в 1956-м, детских трамваев не устраивали.

### Снятие трамвайных путей по ул. Ришельевской
Снятие трамвайных путей по ул. Ришельевской произошло в 1957 г. (пути у театра сняты в 1951 г.) Это произошло потому, что якобы из-за проходящих трамваев садится Одесский национальный академический театр оперы и балета.
- Это наиболее крупные события того периода. Оно вынудило построить узкоколейный поворот на ул. Пантелеймоновскую для маршрута № 17, который станет ходить от Куликова Поля, а маршрут № 1 был направлен на Куликово Поле по линии маршрута № 23. Кроме этого, в 1957 г. произошли следующие изменения:
  - построены разъезды на маршрутах № 10 и 19;
  - удвоен путь между 2-й и 3-й станциями на маршрутах № 13 и 29;
  - организован поворот со Слободки на ул. Балковскую и проложена третья нитка рельсов для выезда вагонов на Пересыпскую линию (маршруты № 6 и 9);
  - переложены пути на маршруте № 18 из оползневой зоны между 12-й и 14-й станциями, устроен разворот на 11-й станции.

### Начало 1960-х годов, период практической ликвидации узкоколейной сети
Ликвидируя узкоколейную сеть, одесситы не ликвидировали трамвай в целом. Трамвай сохранил свой статус основного пассажироперевозчика и в последующие годы, несмотря на постройку длинных троллейбусных маршрутов.
Благодаря перешивке на широкую колею, одесская трамвайная сеть потеряла в 1950-х годах маршрут 8 (Куяльник) на Север от центра, а также в 1934 году маршрут 26-й, идущий в Чубаевку, на Юг от центра между Черёмушками и Фонтаном, а также и связующий сегмент по улице Мечникова от Лазарева до Водопроводной.
В 1961 году были перешиты маршруты 5 и 28, а несколько позднее — маршрут 20.
Что касается линий широкой колеи, то
- маршрут 3 был продлен до нового кольца на 2-й станции Люстдорфской дороги
- маршруты 4 и 28 укорочены до угла Успенской и Белинского в связи с открытием Аллеи Славы.

### Поставка вагонов многих типов

#### КТМ-2/КТП-2
В 1961 году в Одессу начали поступать Усть-Катавские КТМ-2/КТП-2
- поначалу они поступали в депо № 1, в конце 1950-х годов там не хватало вагонов широкой колеи.
- В середине 1960-х годов для замены старых поездов «Х»/«М» большая партия поездов КТМ/КТП-2 была закуплена для Октябрьского депо на Пересыпской и Хаджибейской линиях.
- Впоследствии все вагоны этой марки были переданы в Депо Ильича. Прослужили эти вагоны в Одессе до середины 1980-х годов.

#### РВЗ-6
Одесса начала получать РВЗ-6 самой первой модификации в 1964 году. Сначала они попали в депо им. Ильича, но их передачу в депо им. Ленина (ныне — Депо № 1) вынудило отсутствие квалифицированного обслуживающего персонала. Вскоре к первой серии вагонов прибавилось 10 вагонов из Киева, где начался переход на Татры.
Малое количество трамваев РВЗ-6 привело к тому, что одесситы не нашли целесообразным заводить отдельную ремонтную базу для них, а гонять вагоны в ремонт в другие города было невыгодно. В результате до самого списания РВЗ-6 ходили без крупного ремонта. Поэтому они имели изношенный вид в конце 1970-х годов и были списаны в начале 1980-х годов.
- 27-й (Люстдорф-Рыбный Порт) был последним маршрутом, на котором использовались трамваи РВЗ-6
- Бортовые номера РВЗ-6: 2001—2048

#### Готы
Немецкие вагоны поступили в Одессу в 1963 году. Прослужили недолго из-за того, что были рассчитаны на узкую колею. С колёсной базой для широкой колеи они плохо сочетались — поэтому было принято решение передать их во Львов, и другие города с узкой колеёй.
- Бортовые номера, в Одессе: 1301—1324 моторные, 1821—1823 прицепные.

#### Татры-Т3
Начали поступать в Одессу с 1966-го года. В середине 1980-х годов стали основным, и какое-то время единственным типом пассажирского трамвая в Одессе. Была создана мощная ремонтная база для их обслуживания. На 2007 год они составляли 95 % подвижного состава Одессы, многие из них были модернизированы.
Их бортовые номера:
- поступившие первоначально в Одессу: 2945—3339; 4001—4089;
- переданные из Мариуполя и Москвы: 1018—1056; 5001—5020.

Оборудование трамвайных вагонов Татра Т3 полностью электромеханическое. Никаких пневматических устройств не применяется. Поэтому с середины 1980-х, когда Татра-Т3 стала единственным типом трамвая в городе, обслуживающий персонал в депо отвык от пневматики, за исключением служебных «старых трамваев».

#### Исчезновение летних прицепов
Это произошло в 1967 году, когда начали поступать Татры-Т3. Одесситы эти вагоны вспоминают с ностальгией, после войны они ходили на Большой Фонтан, а также по многим маршрутам, идущим к морю. И прокатиться на них можно было действительно «с ветерком» «… — это было такое удовольствие, что многие пассажиры пропускали закрытые вагоны. Хотя в то время сесть в трамвай, идущий к морю, к пляжам, особенно в воскресенье, было невозможно. Вся Одесса ехала на пляж: с грецами (вариант „тихого“ примуса), котлетами, картофелем, кашами и тому подобное…»

### Расширение на южных окраинах Одессы
В 1962 году была построена линия по ул. Зои Космодемьянской (на Юг от Одессы, это уже Одесская область) и дороге в с.Бурлачья Балка, на которой открылся маршрут 27 «Люстдорф — Переправа». В связи с этим планировалась (но до конца не осуществилась) застройка территории возле этой дороги промышленными предприятиями и оздоровительными учреждениями, поэтому линия была выполнена двухпутной, хотя более двух вагонов на маршруте никогда не работало.
- открыли движение на этом маршруте поезда КТМ/КТП-1.
- через долгое время 27-й маршрут был последним, на котором применялись трамваи РВЗ-6

В августе 1968 года был продлён маршрут 10 до нового кольца на ул. Якира (ныне — Рабина), а в 1969 году он был продлён в город до Тираспольской пл. Одновременно был открыт «пиковый» маршрут 14 «Вокзал — Генерала Петрова».
Тогда же были построены разворотные кольца на 6-й станции Фонтанской дороги (маршрут без номера — «пиковый») и 11-й станции Люстдорфской дороги и открыт маршрут 29а «Вокзал — 11-я ст. Люстдорфской дороги».

#### Отменённые маршруты, в период 1960
- Был отменен маршрут 17.
- В 1964 году были ликвидированы последние узкоколейные линии в центре — маршруты 1 и 23,
- по Греческой и Канатной улицам пущен троллейбус.
- с 1965 по 1971 год в городе оставался только один узкоколейный маршрут — 30.

Несмотря на исчезновение маршрутов, линия узкой колеи долгое время ещё «продолжает» жить. До лета 2006 года сохранился двухпутный участок на углу Греческой и Пушкинской улиц. Его снимок можно увидеть здесь. Архивная копия от 2 марта 2008 на Wayback Machine

#### Судьба узкоколейных вагонов
- В 1951—1952 годах вагоны 12, 55 и 60 были переданы в Житомир и Черновцы, где существовали узкоколейные системы.
- Вагоны 17, 22, 23 и 24 были переделаны в грузовые, а вагон № 3 в служебный.

Часть вагонов после переделки в цельнометаллические кузова и перешивки на широкую колею становилась прицепами (вагон № 15).

### 1971 год. Окончательная ликвидация узкой колеи
Узкая колея в Одессе была ликвидирована в 1971 году из-за полной реконструкции Балковской улицы. В 1971 году был закрыт маршрут 30. Реконструкция проходила в 2 этапа:
- на первом этапе был открыт временный маршрут 30а «Херсонский сквер — Слободка»;
- На втором этапе реконструкции был ликвидирован поворот с Балковской на Мельничную ул. со стороны моста и маршрут 30 с 1976 г. ходит до Дальних Мельниц.

### Посёлок Котовского
Построена линия по проспекту Добровольского и Старокиевской дороге до завода «Центролит» и организовано кольцо на ул. Паустовского (55-й линии).
- 30 декабря 1971 года вагоны маршрута 7 пошли до ул. Генерала Бочарова (47-й линии),
- с 28 апреля 1973 года открылось движение по всей трассе.

Это привело к реорганизации всех маршрутов Пересыпской линии. Вместе с трассой по Днепропетровской дороге был ликвидирован маршрут 8. Вскоре маршрут 8 возродится в новом качестве, и будет ходить от Лузановки до ул. Паустовского.

### Остальные изменения (1970-е года)
- В 1972 году маршруты 4 и 21, которые в прямом и обратном направлении стали ходить по ул. Старопортофранковской (ликвидирована линия с другой стороны Прохоровского сквера).
- 1972: Постройка линии на север к заводу «Центролит» привела к изменению и перенумерованию нескольких маршрутов.
  - Маршрут 6 был продлён до Лузановки (как существующий маршрут 9), а его кольцо использовалось только как служебное;
  - Маршрут 9, в свою очередь, продлён до завода «Центролит» и стал самым длинным одесским маршрутом, хотя и работал только в часы «пик»;
  - Был открыт маршрут 1 «Лузановка — Центролит»,
  - А несколько позднее — летний маршрут 8 «Лузановка — Паустовского».
- Маршрут Б/№ до 6-й станции Большого Фонтана получил № 16,
  - Маршрут 18а стал № 17,
  - А маршрут 29а получил номер 26.
- В 1975 году было построено новое кольцо на Старосенной пл. (ж.-д. вокзал), что избавило пассажиров от затяжных трамвайных пробок.
- В 1975 году маршрут 13 стал двухпутным на всём своём протяжении.
- Особо крупных изменений в трамвайной сети Одессы с 1976 года не происходило. В основном изменения связаны с продлением или упразднением трамвайных маршрутов.

### 1980-е: полнаятатрификация, и ликвидация «старых трамваев»
К началу 1980-х годов с многих маршрутов исчезли привычные одесситам трамваи МТВ-82, РВЗ-6, будучи замёнными на Татры-Т3. А КТМ/КТП-2 ещё вовсю работали на маршрутах, которые обслуживало Депо Ильича (Депо Товарная). Это были маршруты
- 5-й, идущий со Староконного рынка, через Молдаванку, и Центр, затем по легендарному Французскому Бульвару в Аркадию.
- 28-й, идущий от конечной «улица Пастера» по Старопортофранковской через Молдаванку, затем по Пантелеймоновской и Белинского через центр к Парку Шевченко.
- 11-й, идущий с ж.-д. вокзала на Дальние Мельницы, так что Депо Товарная оказывалось посреди маршрута.
- 20-й маршрут, обслуживался депо на Слободке. 20-й маршрут, как известно, обслуживает Хаджибеевскую трассу. Поскольку КТМ-КТП-2 старились, а тем временем Татры поступали в Одессу, было принято решение и приобщить их к этим маршрутам.
- Осенью 1984 года трамвайная колея на улице Старопортофранковской была перенесена с мостовой на обособленное полотно (на тротуаре). Также автотранспорт был убран с поворота со Старопортофранковской на Прохоровскую.
- В 1986 году изменены маршруты 10 и 14, для которых был проложен второй путь по ул. Авиационной, вернее перенесен с улицы Скворцова (в сторону Ближних Мельниц).

##### Исчезновение КТМ/КТП2
С 1981 по 1982 годы на 28 и 5-й маршрут иногда выпускали Татры из депо 1 или 2. Это было примерно так:
- В 1981—1982 г. 28-й маршрут стал обслуживаться 1-м депо. на нём Появлялись все имевшиеся в то время вагоны — узко- и широкономерные, двух- и трехдверки.
- После полугода такой эксплуатации вагоны 5-го и 28-го маршрута поменялись местами — 5-е стали Татрами 1-го депо, а 28-е опять КТМ-ами 3-го. Так продолжалось до 1983 г.
- Татры Депо № 2 (на Слободке) в 1983-м были появлялись на 28-м вперемешку с КТМ/КТП-2, сиденья у всех были пластмассовые, ни одного узкономерного. Это продолжалось до мая 1984 года.

Тем временем, летом 1983 года, депо Товарная начало получать Татры-Т3 позднего выпуска. Поначалу они работали одиночками на 11-м маршруте, наряду к КТМ/КТП-2 примерно до весны 1984-го, а затем уже начали формироваться в поезда.
- В мае 1984 года начали обслуживать 5-й маршрут поездами. В то время на 28-м были сплошные КТМ/КТП-2. Однако всё больше и больше Татр-Т3 поступало в депо Ильича и появилась возможность резко сократить число КТМ-ов на 5-м маршруте, c которого они практически исчезли. Всё меньше и меньше они появлялись и на 28-м и 11-м.
- В 1985 году КТМ-ы полностью исчезли с 28 и 11-го маршрутов.
- Последним маршрутом, на котором использовались КТМ/КТП-2, оказался 20-й. Поскольку Депо Товарная имела опыт обслуживания КТМ/КТП-2 все эти вагоны из депо Октябрьское были переданы в депо Товарная, на короткий период времени примерно в 1984(?)—1986 годах. Поставка Татр-Т3 в депо Ильича закончилась осенью 1985-го, после чего последовала ликвидация КТМ/КТП2. В 1986-м по мере ликвидации КТМов их останки можно было наблюдать по всей территории депо от Алексеевской площади вплоть до Степовой улицы, а 20-й маршрут вновь вернулся во 2-е депо и обслуживался уже Татрами-одиночками. Татры-Т3 всё ещё поступали в Одессу, но уже в депо имени Ленина (1) до марта 1987 года, после чего ещё несколько вагонов из Москвы было передано в Одессу. Последовало перераспределение маршрутов.
  - Депо № 1 стало обслуживать маршруты: 10, 11, 13, 14, 16, 17, 18, 19, 26, 27, 29
  - Депо № 2 стало обслуживать маршруты: 1, 2, 3, 6, 7, 8, 9, 12, 15, 20, 21, 30
  - Депо № 3 стало обслуживать маршруты 4, 5, 28

Так оно и сохранилось до 1996 года, когда депо Товарная перестало обслуживать пассажирские вагоны.
Депо Товарная имело крепкую ремонтную базу трамваев КТМ/КТП2. Именно поэтому трамваи этой модели из слободского депо «доживали свой век» в Депо Товарная. Когда туда поступили самые новые в городе Татры-Т3 в 1983 году, то они довольно быстро пришли в худшее состояние. К тому же депо не имело достаточно путей, чтобы содержать нужное количество вагонов, поэтому они отстаивались на путях вдоль Алексеевской площади, где подвергались вандализму. В 1986—1987 годах самые новые Татры-Т3 поставлялись в депо у Вокзала.

##### ПоследниеМТВ-82
- В 1989 году на 19-м маршруте были построены разворотные кольца и оттуда исчезли уникальные двухкабинные МТВ-82. После этого, как написано раньше, б. н. 935 был переделан в Буксир, как и 942-й сначала в пескопосыпальный — затем в буксир. Сейчас там работают те же Татры, что и по всему городу. Даже единственная в городе модернизированная двухдверка 3088 чаще всего выходит именно туда.

##### Татры-Т3, и 1990-е годы
Характерное шипение пневматических тормозов и дверей «старых трамваев» исчезло с улицы Преображенской в начале 1980-х[когда?]

. С улиц Пантелеймоновской, Старопортофрансковской, Французского Бульвара, а некоторых улиц Молдаванки — где-то в 1985 году[когда?]

. С линии 20-го маршрута — где-то в 1986-м[когда?]

, и 19-й трамвай тоже стал «новым» в 1989 году.
С начала 1980-х годов трамвайный вагон Татра-Т3 является доминирующим в Одессе, поэтому для них на Одесском ремонтном заводе электротранспорта была создана мощная материально-техническая база. Она позволяла капитально ремонтировать и восстанавливать вагоны после практически любой аварии или поломки. В результате в 1985 году в Одессу были переданы 16 вагонов из Мариуполя, 15 вагонов из Риги, а в следующем году — 16 вагонов из Москвы.
В 1990-е годы произошла ликвидация некоторых «пиковых» маршрутов — 2, 9, 16 и 14 (последний сохраняется в диспетчерских листах как 10а) и кратковременное продление маршрута 21 до Херсонского сквера.
- В городе в качестве линейных вагонов одни Татры-Т3. В Одессе создана мощная база по их ремонту и обслуживанию.
- В 1999 году, в Одессу поступила единственная Татра-Юг производства завода ЮжМаш. Бортовой номер 7001.

### 2000-е годы. Наше время

#### Модернизация вагоновТатра-Т3(2001—2012 год)
- Городские власти приняли решение, что финансирование будет направлено на модернизацию существующего парка, которая позволит существенно продлить срок службы имеющихся Татр-Т3, ещё на 15 лет.
- С 2001 года производится модернизация вагонов «Татра Т3» соответствии с Программой развития городского транспорта.[17]
- По состоянию на май 2010 года модернизирован 101 вагон. Модернизация включает реставрацию кузова, установление новых указателей маршрута, светодиодное информационное табло с информацией об улице, по которой следует вагон, и очередной остановке. Самое главное — вагоны оборудуются тиристорно-импульсной системой управления производства Чехии, и получают новые двигатели.
- По состоянию на начало 2011 года, в городе имелось около 210 вагонов Татра-Т3, из которых было модернизировано 106 вагонов, в 2012 году их было уже 112. После 2012 года модернизация вагонов Татра Т3 не производится.[17]

#### События
Стали сносить трамвайные первозданные трамвайные остановки, декоративные столбы, которые ещё Бельгийское общество поставило, заменяя их банальными «карандашами», а также декоративно оформленные павильоны с надписью ОТ. Апофеозом вандализма стал снос памятника истории, архитектуры и градостроительства — «Трамвайной станции» на Греческой площади (арх. А. Б. Минкус, 1910 г.).
- В марте 2002 года открылся маршрут 31, полностью повторяющий историческую трассу маршрута 29, укороченного от Люстдорфа до 11-й станции Люстдорфской дороги.
- В августе 2002 года открылся маршрут 22, полностью повторяющий снятый в 1976 г. временный маршрут 30а.
- В августе 2005 года, в связи с расширением улицы Успенской, были ликвидированы трамвайные пути на этой улице. Трамвай 4-го маршрута был закрыт, а вместо него по улице Успенской был пущен троллейбус.
- В 2006 году началась поставка вагонов К1, производитель ЮжМаш, Днепропетровск. Всего поставили 10 вагонов. Бортовые номера 7002 — 7011.
- Также в Одессе есть летний прогулочный вагон на базе МТВ-82 (№ 914) и прогулочный вагон КТМ-1 (№ 355).
- Поскольку в наше время в Одессе прижились Татры, то именно эти вагоны будут поставляться в Одессу в качестве пассажирских.
- В апреле 2008 года, несмотря на протесты одесситов, были закрыты трамвайные линии на Дальние Мельницы и по ул. Балковской, где пути предполагается демонтировать. Маршрут № 11 укорочен до Алексеевской площади, маршрут № 30 отменён. Кроме того, в 2007 году киевским институтом «Гипроград» и некоторыми одесскими чиновниками были высказаны предложения ликвидировать также и маршруты 1, 6, 7, 8, 18, 19, 27, 29, 31. В случае реализации таких планов из 22 маршрутов Одессы останутся действующими только 6 маршрутов, это 3, 12, 13, 17, 26, 28.
- 1 июня 2011 года маршрут № 12 продлен до Слободского рынка, тем самым поглотив непопулярный и невостребованный 22-й маршрут. Но несмотря на возвращение трамвая на уцелевшую часть улицы Балковской, все же остается смутным вопрос о возрождении 30-го маршрута и продления его на ул. Ицхака Рабина.
- 1 апреля 2015 года по многочисленным просьбам жителей Черноморки, с. Бурлачья Балка, а также ввиду быстрой застройкой жил. массива Совиньон, 27 маршрут продлен до Старосенной площади (ЖД вокзал, Привоз).
- 11 июля 2015 года был пущен новый летний маршрут № 22 Слободской рынок — Лузановка.
- 20 октября 2015 полностью завершено благоустройство разворотного кольца «Куликово поле» трамвайных маршрутов № 17 и 18 с восстановлением трамвайного полотна. Установлена новая диспетчерская, 3 новых остановочных комплекса, а также благоустроена прилегающая к кольцу территория. На третьем этапе ведутся работы по благоустройству тротуара, ведущего от железнодорожного вокзала к разворотному кольцу.[18]
- В декабре 2015 — феврале 2016 город начали обслуживать два трамвая для пассажиров с ограниченными возможностями (купленный Татра К1М и собранный своими силами Татра Т3UA3 «Каштан»).
- В 2016 году произведено благоустройство Старосенной площади с полной реконструкцией трамвайной инфраструктуры. Работы завершены 2 сентября 2016 года[19]. Недостроенной осталась диспетчерская и остановочный комплекс.
- С 20 мая 2016 года введен новый трамвайный маршрут № 4 «Херсонский сквер — Аркадия».
- 17 августа 2016 года в Одессе завершилась реконструкция 6-й ст. Б. Фонтана, начатая 28.02.16 года. В рамках реконструкции был выполнен необходимый ремонт путевого хозяйства и контактной сети служебного кольца трамвая № 17 и 18[20]. Также в июле внутри трамвайного кольца были установлены два ретро-трамвая МТВ-82 Архивная копия от 13 февраля 2017 на Wayback Machine, которые будут выполнять функцию кафе[21].
- С августа 2016 года в рамках реализации проекта трамвайного маршрута «Север-Юг», для выполнения капремонта Тираспольской площади отменены трамвайные маршруты № 4 и 15, также изменён маршрут трамваев № 3,10,12 и 21.
- В связи с проведением капитального ремонта перекрестка ул. Гаршина и Фонтанской дороги с 10 до 30 октября 2016 года, внесены частичные изменения в схемы движения городского общественного транспорта:
  - Работа трамвайного маршрута № 18 организована до 11-й ст. Фонтанской дороги;
  - Работа трамвайного маршрута № 19 временно прекращена[22].
- В рамках реализации проекта трамвайного маршрута «Север-Юг» в ходе капремонта Тираспольской площади 12 октября 2016 года начались работы по установке шпал под трамвайные рельсы[23]. Также, в рамках проекта «Север-Юг» ведется капитальный ремонт ул. Преображенской от ул. Жуковского до ул. Бунина[24].
- 25 ноября 2016 года в районе Пересыпских мостов начались работы по капремонту транспортной развязки на перекрестке улиц Балковской — Атамана Головатого — Одария — Черноморского казачества. Рабочие готовят к демонтажу трамвайные рельсы[25]. Движение под мостом сначала сильно ограничили[26], но затем, с 28 ноября, восстановили в прежнем режиме, при этом работы по капремонту продолжатся[27].
- 7 декабря 2016 года стало известно, что КП «Одесгорэлектротранс» признано лучшим предприятием по показателям работы за III квартал 2016 года[28].
- С 23 декабря 2016 года трамвайный маршрут № 21 возобновил свою работу в штатном режиме.
- Трамвайный маршрут № 15, закрытый на время ремонтных работ, возобновил работу 26 декабря 2016 года по маршруту «Слободской рынок — Тираспольская пл.».
- 27 декабря 2016 года в одесской мэрии под председательством городского головы Геннадия Труханова состоялось совещание по вопросу применения в городе Одессе европейской модели функционирования городского пассажирского транспорта. В частности, речь шла о создании информационно-аналитической системы управления общественным транспортом «Единый оператор» и внедрении электронной системы оплаты за проезд в городском общественном транспорте, так называемом, «электронном билете»[29].
- С 1 января 2017 года трамвайный маршрут № 10 возобновил свою работу в штатном режиме[30].
- C 25 января 2017 г. трамвайный маршрут № 15 продлён до Алексеевской пл.[31]
- По состоянию на 30 января 2017 года, КП «ОГЭТ» выпустило на маршрут 5 трамваев Татра Т3UA3 «Каштан» собственного производства (№ 2966, 3300, 4008, 5008, 5009)[32]. Также, в феврале планируется выпуск ещё одного аналогичного вагона (№ 2951)[33].
- 8 февраля 2017 года в ходе сессии Одесского городского совета приняты изменения в Городскую целевую программу развития электротранспорта Одессы на 2016—2018 гг. В 2017 году на маршруты Одессы выйдут новые трамваи Татра Т3UA3 «Каштан» и первый экспериментальный электробус[34].
- С 16 марта 2017 года на период капитального ремонта площади Тираспольской (завершающий этап — 2 недели[35]) работа трамвайного маршрута № 10 будет организована до площади Алексеевской. Работа трамвайного маршрута № 21 будет организована до Центрального автовокзала. Работа трамвайного маршрута № 15 будет приостановлена[36].
- C 17 марта 2017 года возобновляется проведение ремонтных работ в районе Пересыпи, связанных со строительством трамвайной трассы «Север-Юг», призванной обеспечить прямое сообщение между поселком Котовского, центром города, а также районом Таирова[37].
- 20 марта 2017 года на маршрут выходит второй в 2017 году вагон Татра Т3UA3 «Каштан» (№ 2951) с частично низким полом производства КП «Одесгорэлектротранс» (его выход изначально планировался на февраль)[38].
- С 31 марта 2017 года, в связи с полным завершением реконструкции Тираспольской площади, трамваи № 10,15 и 21 возвращаются на свои маршруты.
- 18 мая 2017 года стало известно, что лучшим предприятием городского электротранспорта на Украине снова стало КП «Одесгорэлектротранс» по совокупности показателей работы за 1-й квартал 2017 года. Как обычно, Одесса поделила первое место с Винницей.[39]
- 7 июля 2017 года на базе вагоноремонтных мастерских (ВРМ) собран 7-й трамвай Татра Т3UA3 «Каштан» № 5015. Новый вагон находится на балансе трамвайного депо № 2 и будет работать на маршруте №7.[40]
- 16 августа 2017 года дирекция корпорации предприятий городского электротранспорта Украины «Укрэлектротранс» подвела итоги Всеукраинского конкурса на лучшее предприятие городского электротранспорта по показателям работы во II квартале 2017 года. Первое место разделили два предприятия, получившие одинаково высокую оценку их деятельности — КП «Одесгорэлектротранс» и КП «Винницкая транспортная компания».[41]
- С 11 сентября 2017 года на время проведения ремонтных работ будет прекращено движение трамвайных маршрутов №1,6,7.[42] При этом маршрут №1 будет не отменён, а сокращён: несколько трамвайных вагонов будут курсировать от Лузановки до Центролита с интервалом движения 15 минут. Работы по ремонту трамвайной развязки на пересечении улиц Балковской, Атамана Головатого, Одария и Черноморского казачества собираются выполнить в максимально сжатые сроки — 8-10 дней, после чего движение трамвайных маршрутов №1, 6 и 7 будет полностью восстановлено.[43]
- 14 сентября 2017 года на базе вагоноремонтных мастерских (ВРМ) собран очередной трамвай Татра Т3UA3 «Каштан» № 3144.[44]
- С 9 октября 2017 года возобновляется движение трамваев по маршрутам 1, 6 и 7 в полноценном режиме до Пересыпского моста. Но конечная остановка меняется — она переносится к Херсонскому скверу. На старой конечной остановке трамваев на улице Одария у Пересыпского моста полностью демонтированы рельсы и идет подготовка основания под укладку новых.[45]
- 20 октября 2017 года в рамках системной работы по обновлению подвижного состава КП «Одесгорэлектротранс» выпустил на маршрут очередной капитально отремонтированный вагон «Татра» — № 4005.[46]
- 07 ноября 2017 года на базе вагоноремонтных мастерских (ВРМ) собран девятый трамвай Татра Т3UA3 «Каштан» № 5006.[47]
- 17 ноября 2017 года стало известно, что лучшим предприятием городского электротранспорта на Украине снова стало КП «Одесгорэлектротранс» по совокупности показателей работы за 3-й квартал 2017 года. Как обычно, Одесса поделила первое место с Винницей.[48]
- 18 декабря 2017 года на базе вагоноремонтных мастерских (ВРМ) собран десятый трамвай Татра Т3UA3 «Каштан» № 5007.[49]
- 8 января 2018 года в Одессе состоялся парад Рождественских трамваев КП «Одесгорэлектротранс».[50]
- 27 марта 2018 года на базе вагоноремонтных мастерских (ВРМ) собран одиннадцатый трамвай Татра Т3UA3 «Каштан» № 5019.[51]
- С 5 апреля 2018 года трамвайный маршрут №12 («Слободской рынок — Херсонский сквер») продлевается до остановки «Лузановка».[52]
- 7 апреля 2018 года, накануне Дня освобождения Одессы, на улицы города выходит первый в своем роде трамвай-галерея (№ 4012) — совместный проект редакции интернет-издания «Пассажирский Транспорт» и КП «Одесгорэлектротранс».[53]
- С 4 мая 2018 года, в связи с окончанием реконструкции путей и возобновлением работы трамвайной станции «ул. Черноморского казачества», конечная 1 и 7 маршрутов переносится с Херсонского сквера, на ул. Одария. Остановка возле автозаправочной станции ОККО, в районе спуска Маринеско, действует только для 12 маршрута.[54]
- 14 мая 2018 года на базе вагоноремонтных мастерских (ВРМ) собран двенадцатый трамвай Татра Т3UA3 «Каштан» № 2962[55]
- 1 июня 2018 года по одесским улицам в рамках празднования Дня защиты детей будет курсировать ретро-вагон КП «Одесгорэлектротранс».[56]
- 11 июня 2018 года на базе вагоноремонтных мастерских (ВРМ) собран тринадцатый трамвай Татра Т3UA3 «Каштан» № 3244[57]
- 26 июня 2018 года на базе вагоноремонтных мастерских (ВРМ) собран четырнадцатый трамвай Татра Т3UA3 «Каштан» № 4013[58]
- С 29 июля 2018 года в связи с завершением реконструкции на улице Преображенской работа трамвайных маршрутов № 3,12, 15 восстанавливается в обычном формате, как это было до начала реконструкции: — Трамвайный маршрут № 3 будет функционировать между Херсонским сквером и Люстдорфом; — Трамвайный маршрут №12 будет функционировать между Херсонским сквером и Алексеевской площадью; — Трамвайный маршрут №15 будет функционировать между Новослободским рынком и Тираспольской площадью; Кроме того, начнет функционировать летний трамвайный маршрут №22 — вагоны будут курсировать между Новослободским рынком и Лузановкой.[59]
- 14 августа 2018 года на базе вагоноремонтных мастерских (ВРМ) собраны пятнадцатый трамвай Татра Т3UA3 «Каштан» № 3218 и шестнадцатый трамвай Татра Т3UA3 «Каштан» № 3297.[60]
- С 16 августа по 16 октября 2018 года будут проводиться работы по ремонту кольца на 5 станции Фонтанской дороги. Во время проведения всех работ трамваи маршрутов №17, 18 и 19 работать не будут.[61]
- С 4 сентября 2018 года КП «Одесгорэлектротранс» приглашает одесситов с обновленным музея предприятия, что может дать наиболее полную информацию об истории электрического транспорта в Одессе с XIX по XXI века.[62]
- С 10 августа по 5 сентября 2018 года был выполнен ремонт кольца трамвая №10 на ул. Ицхака Рабина.[63][64]
- 15 ноября 2018 года на улицы города с первым рейсом вышел трамвай Odissey № 4016, вагон сборки КП «Одесгорэлектротранс», имеющий эксклюзивный одесский дизайн.[65]
- 8 января 2019 года праздничные вагоны КП «Одесгорэлектротранс» приняли участие в традиционном Рождественском параде трамваев.[66]
- С 22 марта 2019 в связи с началом работ по улице Софиевской начнет действовать новая схема движения транспорта: маршрут № 3 "Люстдорф — ул. Пастера ", № 15 «Слободской рынок — Алексеевский сквер», № 12 «Слободской рынок — Херсонский сквер».[67]
- 17 июня 2019 года стало известно, что лучшим предприятием городского электротранспорта на Украине снова стало КП «Одесгорэлектротранс» по совокупности показателей работы за 1-й квартал 2019 года. Как обычно, Одесса поделила первое место с Винницей.[68]
- 30 июня 2019 года построен второй трамвай Odissey № 4035, вагон сборки КП «Одесгорэлектротранс», имеющий эксклюзивный одесский дизайн.[69]
- 19 июля 2019 в связи с ремонтными работами по ул. Прохоровской временно приостановлено работу трамвайного маршрута №21. На период проведения работ перевозки пассажиров будет осуществляться маршрутным автобусом №21т (Пл. Тираспольская — Застава-II) с перевозкой всех льготных категорий пассажиров.[70]
- 27 июля 2019 вагоноремонтные мастерские КП «Одесгорэлектротранс» приняли очередных друзей — это важнейший структурное подразделение посетила делегация представителей Министерства экономического развития Украины, Министерства промышленности Чехии и чешских предприятий электротранспортной отрасли. Встреча состоялась в рамках сотрудничества между Одессой и Чешской республикой по ремонту и модернизации подвижного состава.[71]
- В течение 2019 года КП «Одесгорэлектротранс» продолжает системное обновление трамвайного парка. Параллельно со сборкой новых трамваев Odissey специалисты вагоноремонтных мастерских КП «Одесгорэлектротранс» продолжают капитальный ремонт вагонов «Татра», которые выходят на линию в кардинально новом виде.[72]
- 17 сентября 2019 года в вагоноремонтных мастерских КП «Одесгорэлектротранс» был официально представлено детище местных специалистов — многосекционный вагон Odissey MAX. Он был собран силами работников ВРМ на базе знаменитого кузова Tatra T3 — он представляет собой трехсекционный вагон с частично низким уровнем пола, удобным для маломобильных групп населения и современным дизайном.[73]
- С 23 сентября 2019 работа трамвайного маршрута № 21 восстановлена в полном объёме.[74]
- С 20 октября 2019 года прекращается движение транспорта по спуску Маринеско — это связано с проведением ремонтных работ на этой одесской улице. В процессе реконструкции будет проведена полная замена трамвайной инфраструктуры. Планируется, что работы по реконструкции будут завершены до 31 марта 2020 года.[75]
- 25 декабря 2019 года на улице Софиевской завершилась укладка новых трамвайных путей и новой проезжей части почти на всём её протяжении — от перекрестка с Преображенской до перекрестка с Ольгиевской, кроме самого перекрестка. Полностью готово буквально все — даже тротуары защищены от парковки специальными столбиками. Не хватает лишь контактной сети трамвая, которая монтируется на протяжении одного-двух дней. Но на спуске Маринеско кипит работа.[76]
- 3 января 2020 года построен очередной трамвай Odissey № 3308, вагон сборки КП «Одесгорэлектротранс», имеющий эксклюзивный одесский дизайн.[77]
- 7 января 2020 года праздничные вагоны КП «Одесгорэлектротранс» приняли участие в традиционном Рождественском параде трамваев.[78]
- 24 января 2020 года построен шестой трамвай Odissey № 4040, вагон сборки КП «Одесгорэлектротранс», имеющий эксклюзивный одесский дизайн.[79]
- С 14 марта по 24 апреля 2020 в связи с ремонтными работами временно прекращена работа трамвайного маршрута №13.[80]

## В культуре

### Юмор
Поскольку Одесса считается «Всемирной столицей юмора и смеха», а её жители живые и приветливые, темпераментные и весёлые, свободолюбивые и влюблённые в свой родной город, в котором трамвай это основной вид транспорта, — то одесский юмор никак не мог обойти и одесский трамвай. Очень часто высмеиваются интервалы, подробности некоторых маршрутов, загруженность вагона. А также технические особенности, как, например, переворачивающиеся скамейки в бельгийских вагонах. Примеров множество:
- «…Поезжайте в Аркадию на Стареньком Пятеньком Трамвайчике…» (Михаил Жванецкий)
- «…Пассажиры трамвая номер 28 берут на поруки…» (Михаил Жванецкий)

сцена из спектакля о том, как карманный воришка занимается своим делом в переполненном трамвае. Некоторые люди трясутся от ужаса, широко расставив карманы, а другие ругают его.
- «…пассажиры, которые не могут войти, смеются над теми, что не могут выйти, и наоборот…»

из телепрограммы «Одесситы улыбаются»
- По улице комод водили (фильм) о комоде, в котором можно спрятаться двоим, чтобы не платить за проезд.
- Вспоминается [кому?] игра слов, связанная с тем, что раньше на фонтан по 18-му маршруту ходили 3-вагонные поезда — а теперь одиночные.

### В кино
- Приморский бульвар (фильм)
- Осколок Челленжера
- По улице комод водили (фильм)
- Короткие встречи
- Неподдающиеся
- Любимая женщина механика Гаврилова
- Настройщик
- Раба любви (заключительный эпизод фильма)
- Ехали в трамвае Ильф и Петров
- Кипяток (фильм)
- Слёзы капали[81] (Киностудия «Мосфильм»)

И десятки других фильмов, снятых Одесской Киностудией и другими студиями.
В основном, «роль трамвая» в вышеперечисленных фильмах — эпизодическая (за исключением фильма «По Улице Комод Водили»).
Как упомянуто выше, в Одессе есть «псевдо-Нивельс» сделанный из МТВ-82 б. н. 914. Помимо экскурсионно-прогулочных рейсов, выходов на 5-й маршрут, он ещё задействован в таких фильмах:
- «Светлая Личность» (по одноимённому роману Ильфа и Петрова)
- «Биндюжник и Король» (по повести И. Бабеля «Закат», 914-м, как бы были доставлены гости на свадьбу Двойры)
- «Поезд вне расписания»
- «Рассказ о трамвае» (фильм о истории первого трамвая в Одессе, режиссёр-Евгений Бугаёв)

Трамвай, показанный в фильме «Ликвидация», не одесский, а харьковский, привезённый в Одессу.
- «Перевозчик-3» — трамвай № 5 мелькнул буквально на секунду, когда показывали кадры Одессы.

### В песнях
- Трамвайный маршрут № 18 стал персонажем знаменитой песни «Одесский порт», в которой есть такие слова:

«В твой дальний край идет трамвай, / Весь твой рейс до 16-й станции»